# Piroter Kelim

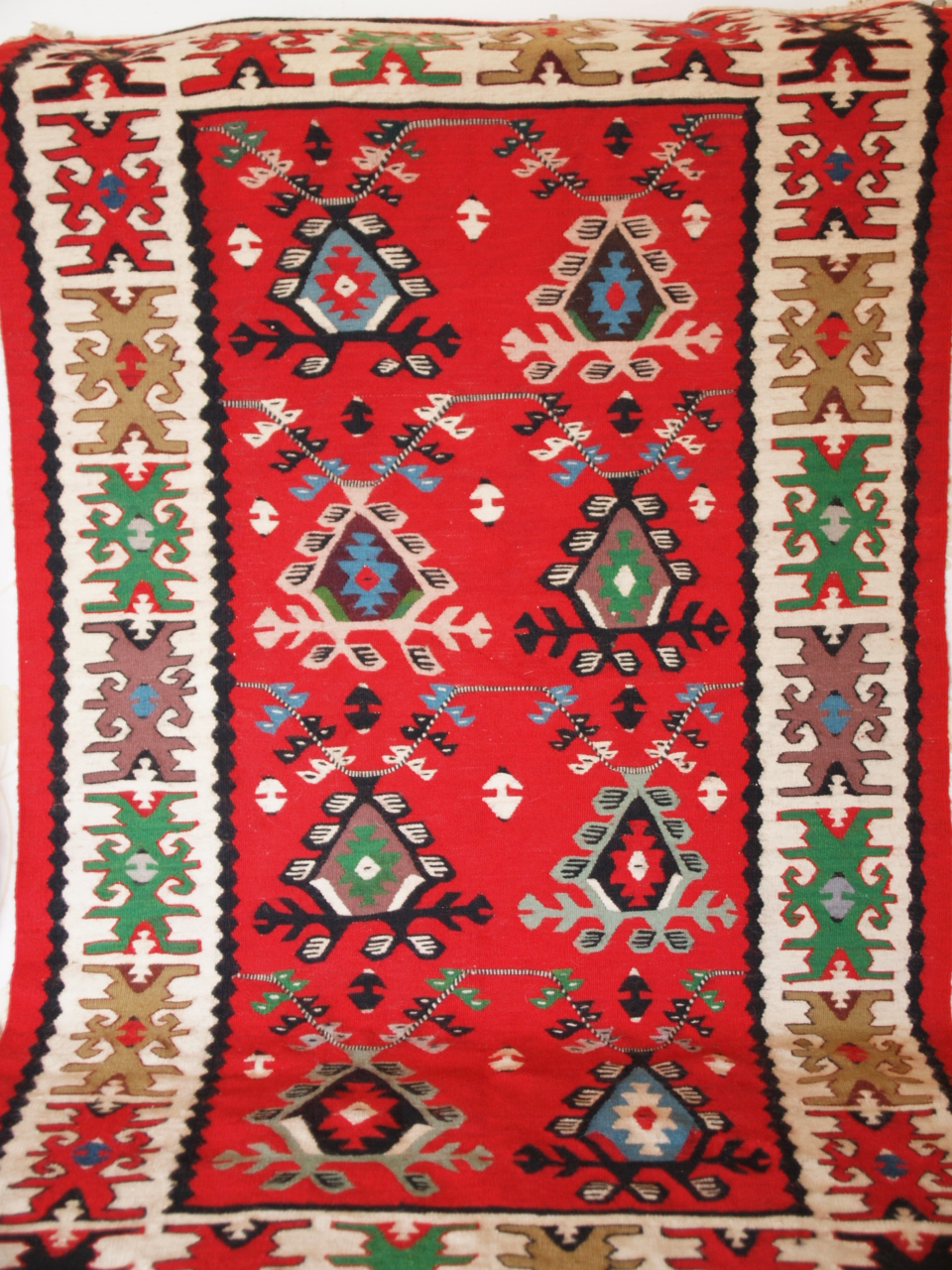
Piroter Kelim, Feldmotiv Đulovi na lancu (Rosen auf einer Kette)

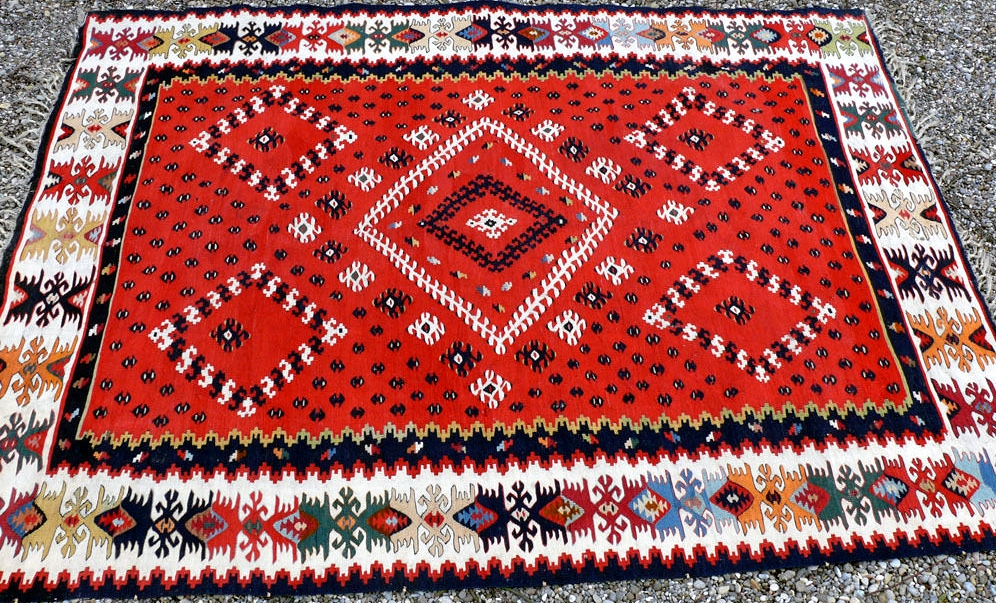
Feldmotiv Venci, Äußere Bordüre Rašićeva ploča

Der Piroter Kelim (bulgarisch пиротски килим, serbisch Пиротски Ћилим Pirotski ćilim) ist ein Kelim aus Pirot im serbisch-bulgarischen Grenzgebirge der Stara Planina (Balkangebirge). Eine stilistisch von persischen und anatolischen Kelimen deutlich differenzierte Entwicklung ist aber nur im regionalen Zusammenschluss der Webereien in den benachbarten Tschiprowzi, Samokow und weiteren Orten im heutigen Westbulgarien zu sehen, da diese zur Zeit des Osmanischen Reiches eine geographische Einheit bildeten und die Kelime entsprechender Webereien als Piroter Kelime vermarktet wurden. In der Homonymie zum heutigen türkischen Ort Şarköy basiert eine noch immer fälschlich angenommene Herkunft des Provenienznamens, da die ehemals gleichlautende türkische Bezeichnung Pirots – „Şarköy“ – mittlerweile in Vergessenheit geraten ist.
Als Flachgewebe wird der Piroter Kelim aus feiner Schafwolle heimischer Rassen gefertigt. In verschiedenen Varianten und Größen hergestellt dient er als Wandbehang, Teppich oder Möbelüberwurf mit beidseitig gleichem Aussehen. Grundfarbe ist ein kräftiges Rot, hinzu kommen Schwarz, Weiß, Grün und seltener Blau.
Ein echter Piroter Kelim besitzt für seinen Typ unverwechselbare Muster und Ornamentik. Im Standard, für den seit 2002 eine geschützte Herkunftsbezeichnung gilt, sind 122 Ornamente und 96 Typen und Namen herausgebildet worden. Die geometrischen, mehr oder minder großformatigen Ornamente sind, auch wenn sie figürliche Motive darstellen, aus wirktechnischen Gründen in eckigen Mustern ausgeführt. Ältere Piroter Kelime haben jedoch kleinere und zahlreichere Ornamente als die neueren.

## Allgemeines zum Piroter Kelim

### Etymologie zur Bezeichnung Şarköy-Kelim

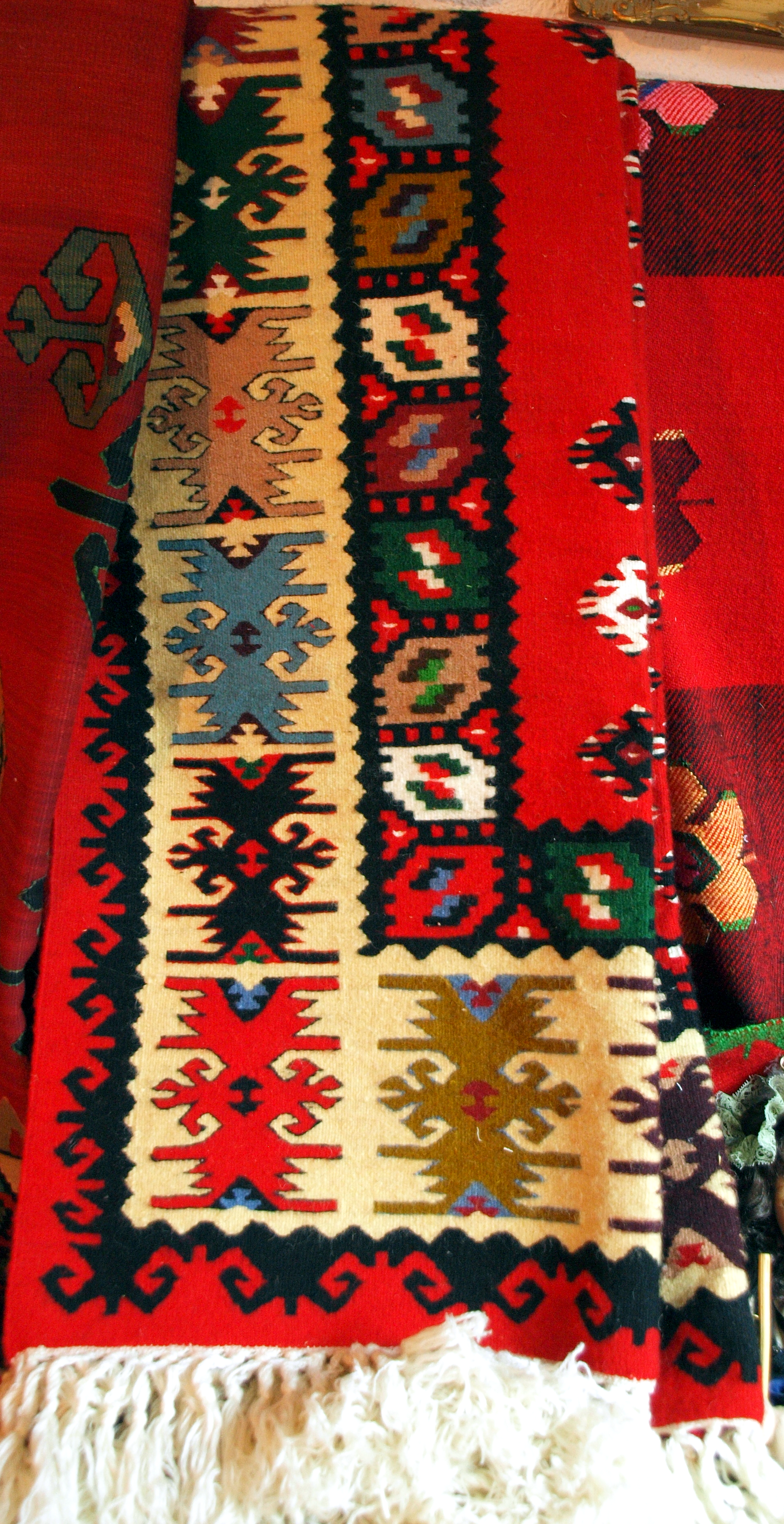
Klare und kräftige Farben sind mit den einzelnen Ornamenten die Hauptmerkmale

Aus dem alten türkischen Ortsnamen Pirots – Şarköy (eigentlich Şeherköy aus persisch شهر (šahr), türkisch şehir für Stadt und Köy für Dorf, zu – Stadtdorf – gebildet), leiten sich die traditionelle Provenienzbezeichnung und der heutige Handelsname für die gesamte Gruppe im Balkanraum, wie vergleichbarer Kelime Anatoliens, ab. Dies lässt sich auch daraus ableiten, dass Pirot als bedeutendes Zentrum der Kelimweberei spürbaren Einfluss auf die Produktion in Serbien, Bosnien und Teilen Albaniens ausübte. Daneben werden diese Kelimtypen auch seltener westbulgarische oder thrakische Kelime genannt.
Der Begriff Şarköy Kelim tauchte Ende des 18. Jahrhunderts auf. Als Einrichtung reicher osmanischer Häuser erwähnt, finden sich die ältesten erhaltenen Piroter Kelime noch aus ebendieser Zeit. So im Rila-Kloster sowie in der Osman Paswantoglu Moschee in Widin, wo ein Tschiprowzier und zwei Piroter Kelime aus dem XVIII existieren. Die Zuordnung des ersteren ist aber zweifelhaft.

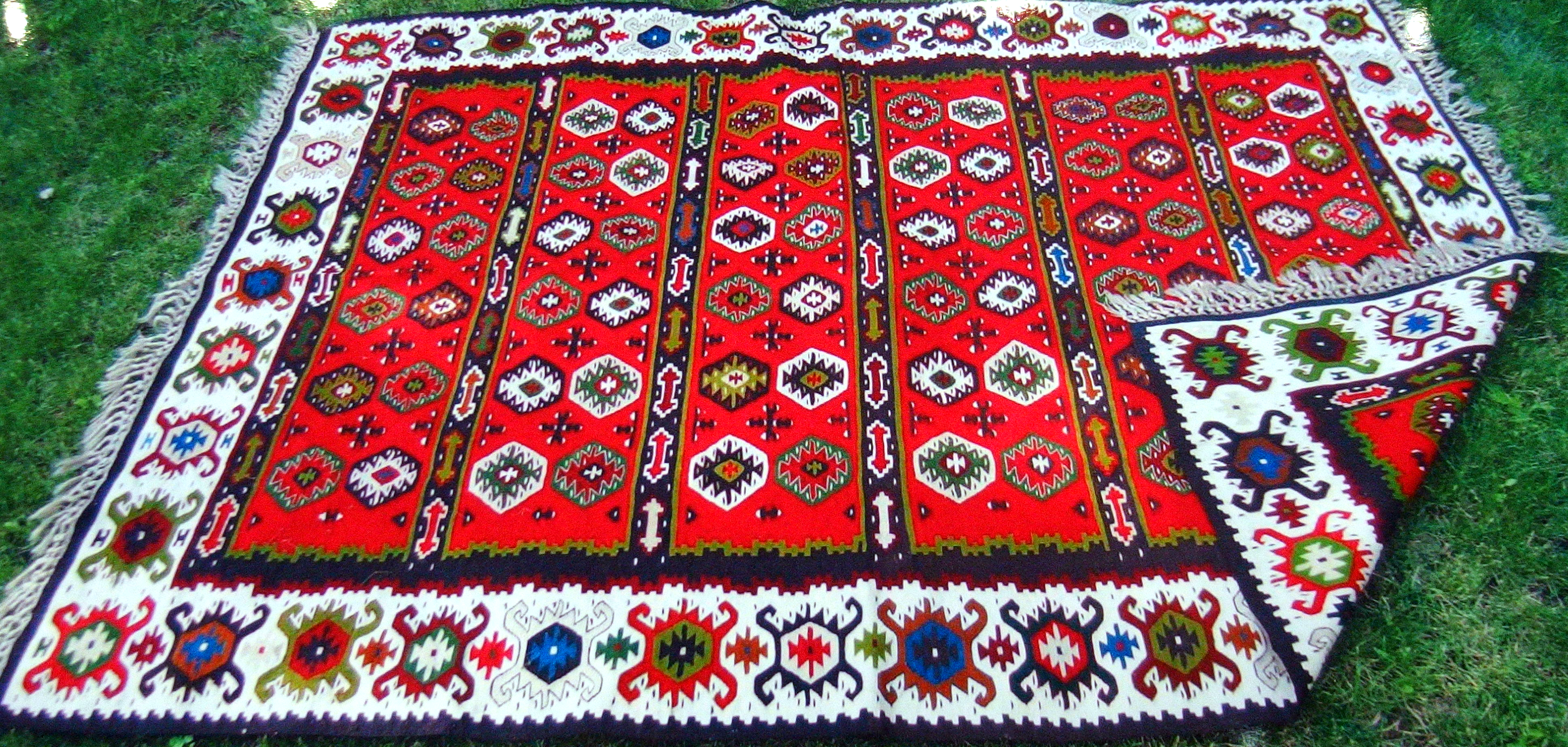
Piroter Kelim vom Typ Bombe u pregradama

### Differenzierung balkanischer Kelim-Provenienzen
Die Balkan-Kelime werden in zwei Gruppen oder Provenienzen zusammengefasst, Şarköy- und Manastir-Kelime. Für die ersteren bildeten urbane Webmanufakturen im Umkreis des Gebirges der Stara Planina in Westbulgarien, Ostserbien sowie in Thrakien den Ausgangspunkt ihrer weiten Verbreitung über den Balkanraum und darüber hinaus, für die letzteren ländliche Bereiche im heutigen Makedonien um das ehemalige Manastir (heute Bitola).
Nach den Balkankriegen wurden durch die Remigration der vertriebenen Balkan-Türken die Webtypen des Şarköys und Manastirs auch in Anatolien weiterverbreitet. Der Stil der Şarköy-Kelime hatte sich jedoch bereits in osmanischer Zeit aus seinen Zentren um Pirot in der Walachei, nach Makedonien, Bosnien, Teilen Albaniens und den Banat verbreitet. Im Teppichhandel werden die Piroter Kelime bis heute zumeist unter der Provenienz des überkommenen osmanischen Begriffs als Şarköy vermarktet. Teilweise wird auch oft nur „Balkan“ angegeben.
Anders als die im ländlichen Milieu und als Gebetsteppich entstandenen Manastir-Kelime, die auf nomadische Wurzeln der anatolischen Turkmenen und Yörük zurückgeführt werden, wurden Piroter und allgemein westbulgarische Kelime ausschließlich in einem urbanen Umfeld für unterschiedliche Verwendungszwecke in osmanischen Haushalten wie auch für religiöse Bedürfnisse hergestellt. Der ursprüngliche künstlerische Impuls für die Produktion solch hochwertiger Wirkgewebe in einer abgeschiedenen Gebirgsregion liegt jedoch bis heute im Dunklen. Dieses Rätsel führte zu vielfältigen archäologisch und historisch nicht belegbaren Theorien; Impulse durch persische oder kaukasische Vermittlung werden aber oft genannt. Fest steht nur, dass ein Aufblühen der Piroter Kelimwirkerei mit den Türken und deren vielfältigem Bedarf in der osmanischen Lebenskultur und -form zusammenhängt.
Zeitgleich zum Niedergang der osmanischen Autorität zwischen 1850 und 1877 erlebte die Kelim-Weberei in Pirot und der Stara Planina – überwiegend von christlichen Familien ausgeübt – ihren künstlerischen Zenit. Dies war eine Phase individueller Inspiration, in der tradierte Muster und Ornamente weiter variiert und mit neuer Symbolik versehen wurden. Charakteristisch dafür war, dass einzelne Kelime signiert wurden oder durch bestimmte individuelle Ornamente einer Weberin zugeordnet werden konnten. Dadurch sind einzelne Namen von Weberinnen historisch übermittelt.
Blieb noch bis ins dritte Viertel des 19. Jahrhunderts eine traditionelle osmanische Kundschaft Hauptabnehmer Piroter Kelime, so übernahmen in Serbien bald nach der Unabhängigkeit die serbischen Herrscherdynastien deren Patronat. Das städtische Großbürgertum fand zeitgleich Geschmack an nationaler Folklore und Kunstfertigkeit, was insbesondere in den modernisierten Kapitalen Serbiens und Bulgariens Piroter Kelime zu nachgefragten Produkten werden ließ. Ein Status, den diese in beiden Ländern nach wie vor genießen.

## Geschichte

### Mittelalter und Osmanische Zeit

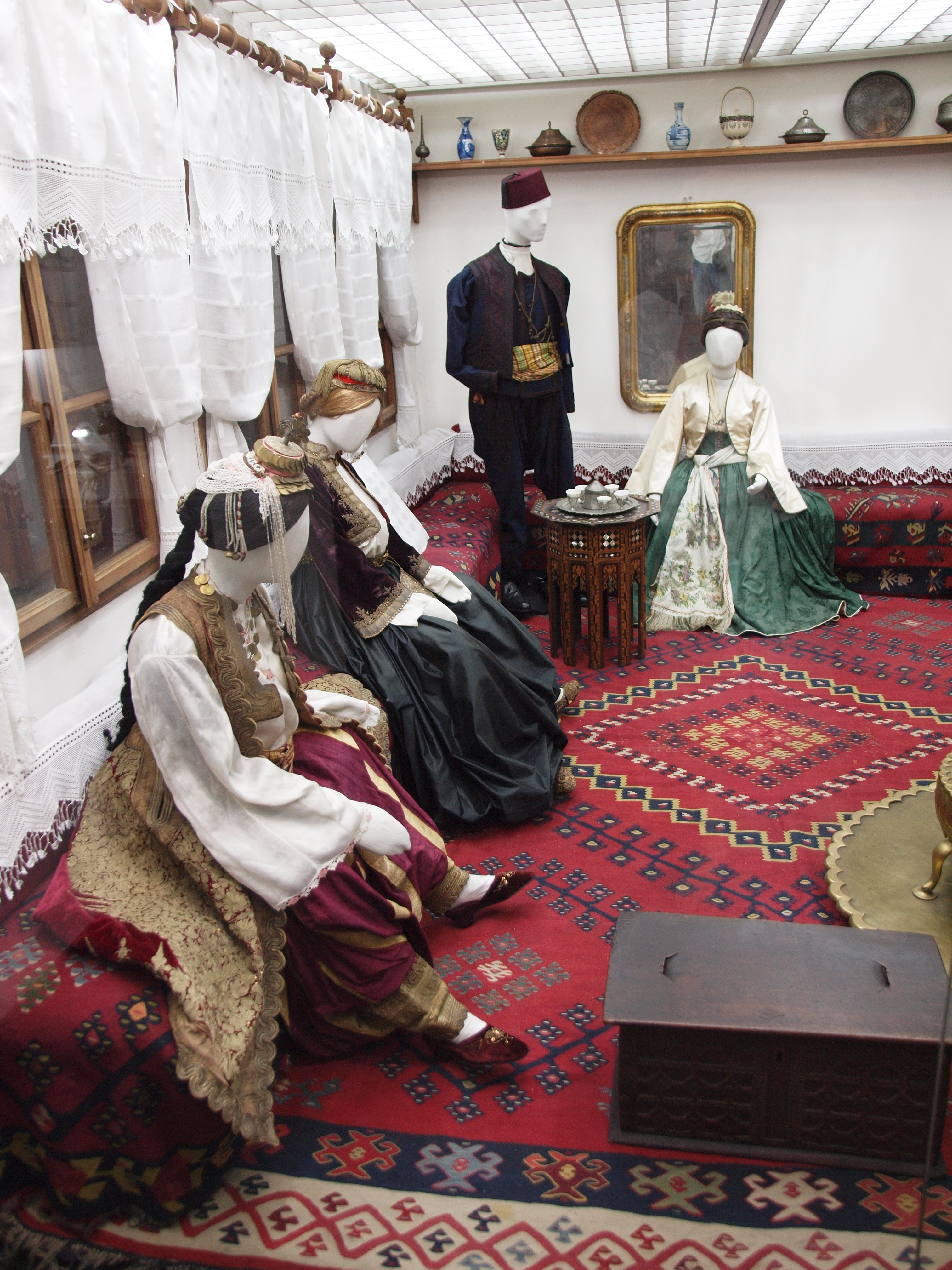
Piroter Kelime als zentraler Bestandteil traditioneller serbischer und balkanischer Wohnkultur. Ethnographisches Museum Belgrad

Schon in vorosmanischer Zeit wurden auf der Balkanhalbinsel Kelime gewebt. In den Aufzeichnungen eines anonymen Teilnehmers des Dritten Kreuzzuges im Heer Friedrich I. Barbarossas sind diese in der Eroberung der bulgarischen Städte Plovdiv und Petritsch neben anderen Dingen als Praemultitudine spoliorum operosa tapetia erwähnt. Es wird angenommen, dass diese tapetia in Schlitzkelimtechnik ausgeführt wurden. Dennoch erblühte das Handwerk erst mit der Ankunft der Osmanen und den künstlerischen Einflüssen der Webzentren Anatoliens, Syriens und Persiens. Insbesondere wurden Vorbilder aus Werkstätten in Malatya, Kayseri und Aleppo, deren zahlreiche Motive für die Şarköy-Gruppe charakteristisch wurden, adaptiert. Aber auch persische, kaukasische und zentralasiatische Motive sind in den Kelims im Balkan zahlreich vertreten.
Aus den thrakischen und westbulgarischen Zentren verbreitete sich dieser Einfluss unter direkter Vermittlung der Piroter Webgruppe insbesondere in Bosnien und der Raška, wo die Vorbilder vollständig übernommen wurden. Die bekanntesten Werkstätten fanden sich daher neben Pirot und Tschiprowzi später in den Hochländern mit bedeutender Schafzucht um Sarajevo, Stolac, Gacko, Foča, Livno und Višegrad in Bosnien sowie Pljevlja, Sjenica, Novi Pazar im Novi Pazarer Sandschak. Im Handel mit den Kelimen waren insbesondere Dubrovniker Kaufleute beteiligt. Die meisten wurden jedoch während der großen Messen an den osmanischen Handelsplätzen in den Orient verkauft.

### Glanzzeit im Osmanischen Reich

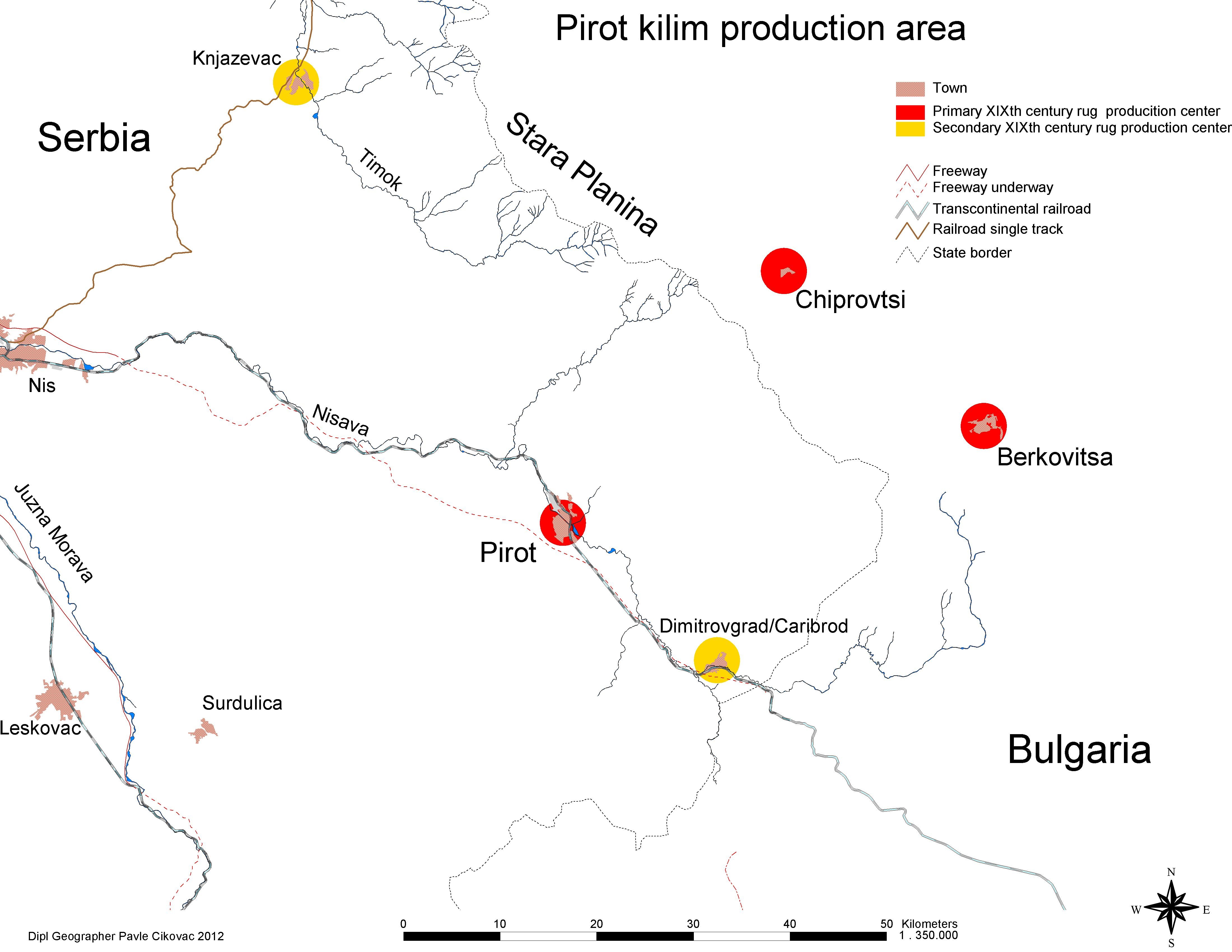
Geografische Lage der Kelim Webzentren in der Stara Planina

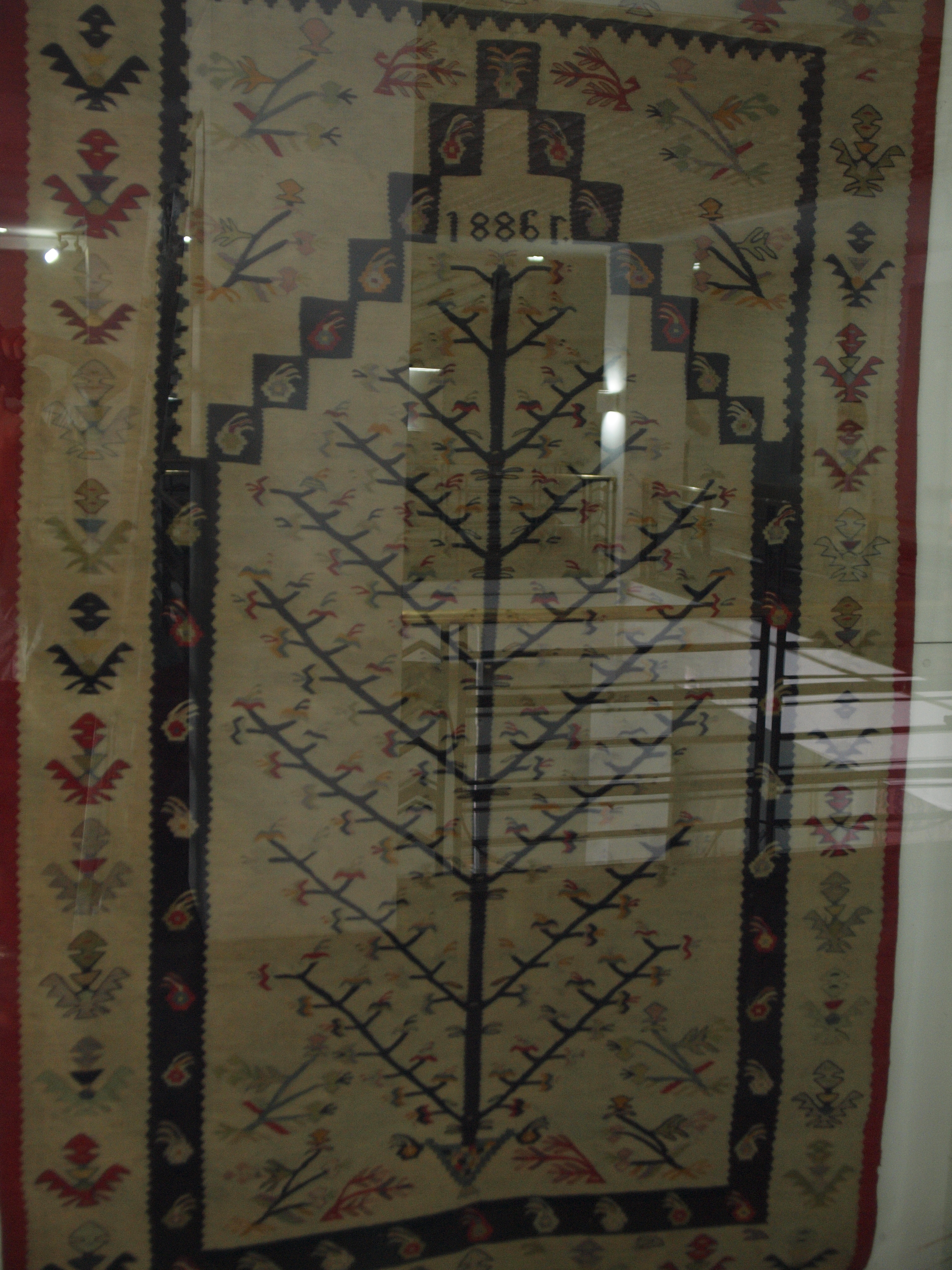
Kelim mit dem Feldmotiv Mihrab und Lebensbaum der mit zahlreichen stilisierten floristischen und ornithologischen Ornamenten dekoriert ist.

Seinen unmittelbaren Aufstieg als Zentrum der Kelim-Produktion verdankte Pirot wohl dem Aufstand von 1688 und der Verlegung der Webereien im benachbarten bulgarischen Tschiprowzi, der damals größten christlichen Siedlung der Stara Planina. Mit dem Aufschwung des Webhandwerks an einem bedeutenden Handelsplatz im osmanischen Reich – in Pirot verlief die Militärstraße zwischen Belgrad und Istanbul als wichtigste Kommunikationsroute – bildeten die hohen qualitativen Maßstäbe, die hinsichtlich Knüpfdichte und Wollqualität an die besten persischen Kelime heranreichte, sowie künstlerische Innovationen in der Ausprägung eigener autochthoner stilistischer Merkmale die Grundlage der großen Nachfrage nach Piroter Kelimen. Pirot stieg so zum handwerklichen und künstlerischen Zentrum der osmanischen Kelim-Weberei auf.
Dabei fehlen aber frühe Mitteilungen europäischer Reisender zu den Piroter Webereien. Erster Bericht ist die Nachricht Ami Boués, der dort zwischen 1836 und 1838 weilte. Nach Boué war die Stadt durch die Weberei geprägt und ausschließlicher Herstellungsort. Eine weitere Verbreitung erwähnt 1844 Cyprian Robert, der neben Pirot noch Berkowiza anführt. Robert spricht darüber hinaus davon, dass die gesamte Bevölkerung in der Teppichproduktion beschäftigt ist. Piroter Kelime waren damals schon so bekannt, dass sie selbst für hochgestellte Beamte der osmanischen Verwaltung in Konstantinopel bestellt wurden:

„Die Fuss-, Sitz- und Gebet-Teppiche aus dem Balkan sind gewöhnlich gelb, blau, braun und schwarz, jene aus Pirot weiss, gelb, blau, grün, hellrot gemustert, letztere sind auch aus feinerer Wolle, dichter gewebt, grösser, kostspieliger, machen dem asiatischen Fabrikanten erhebliche Konkurrenz. Etwaige Prachtexemplare von bestimmter Grösse werden voraus bestellt und bezahlt. Bei Frau Jelenska Rabadzi, eine der berühmtesten Meisterin der Stadt [Pirot], sah ich einen für den Salon eines Konstantinopeler Paschas bestimmten Teppich bedeutenden Formats in hellen Farben ornamentiert, welcher den nach Bulgarischen Begriffen ungemein hohen Preis von 650 Piastern (130 Mark) kostete.“

Nach dem ersten serbischen Aufstand siedelten sich Piroter Teppichweber auch in Knjaževac im nun neuentstandenen serbischen Fürstentum an. Der Zuzug Piroter Aussiedler verstärkte sich dort nochmal nach dem zweiten serbischen Aufstand und dem Piroter Aufstand von 1836.
Im 18. und 19. Jahrhundert waren in Pirot bis zu 250 Webstühle in Gebrauch. Um 1870 betrug die Produktion in den Größen des Sečadi (2,5 × 1,5 Aršin, entspricht 150 × 100 cm) 10.000 für Pirot und um die 8.000 in Berkowiza. Auch noch zwischen den Weltkriegen war dort die Hälfte der weiblichen Bevölkerung in der Weberei beschäftigt.

Die Zeit des technischen und künstlerischen Zenits der Kelimweberei Pirots im 19. Jahrhundert korrelierte mit dem kommerziell größten Bedarf an Geweben im Osmanischen Reich. Er wurde hier nicht mehr nur aus praktischen Gründen gesucht, sondern als Objekt künstlerischen Ausdrucks. In der Variation der Ornamentik, den Farben und Motiven, entwickelten die Piroter Kelime einen eigenen unverwechselbaren Ausdruck, der den Höhepunkt dieser traditionellen und gepflegten Volkskunst einleitete. Gleichzeitig wurde er in muslimischen und christlichen Häusern ein weitverbreitetes Utensil. Der Diplomat und erste Lehrer des eminenten Ethnographen Jovan Cvijić, Vladislav Karić notierte über diese volkstümliche Verbreitung: 
Um 1830 wurde beispielsweise auch das Interieur der Konaks der Fürsten der Obrenović Dynastie mit Piroter Kelimen geschmückt. In Belgrad waren dies der Konak der Fürstin Ljubica und der Milošev Konak des Fürsten Miloš Obrenović in Topčider. Auch in Kirchen fanden sich seit dem 18. Jh. Kelims als Dekorationsmittel. Das Rila-Kloster war zudem für die Piroter Weberinnen ein wichtiger Wallfahrtsort, dem zahlreiche Kelime als Geschenk überbracht wurden.
Im Handel mit Piroter Kelimen wurden durch die großen Piroter Handelshäuser Verkäufe nach Belgrad, Istanbul, Edirne, Thessaloniki, Sofia, Sarajevo, Bitola und Skopje verzeichnet. Hauptabnehmer blieb jedoch das Osmanische Reich.

## Entwicklung in den Nationalstaaten

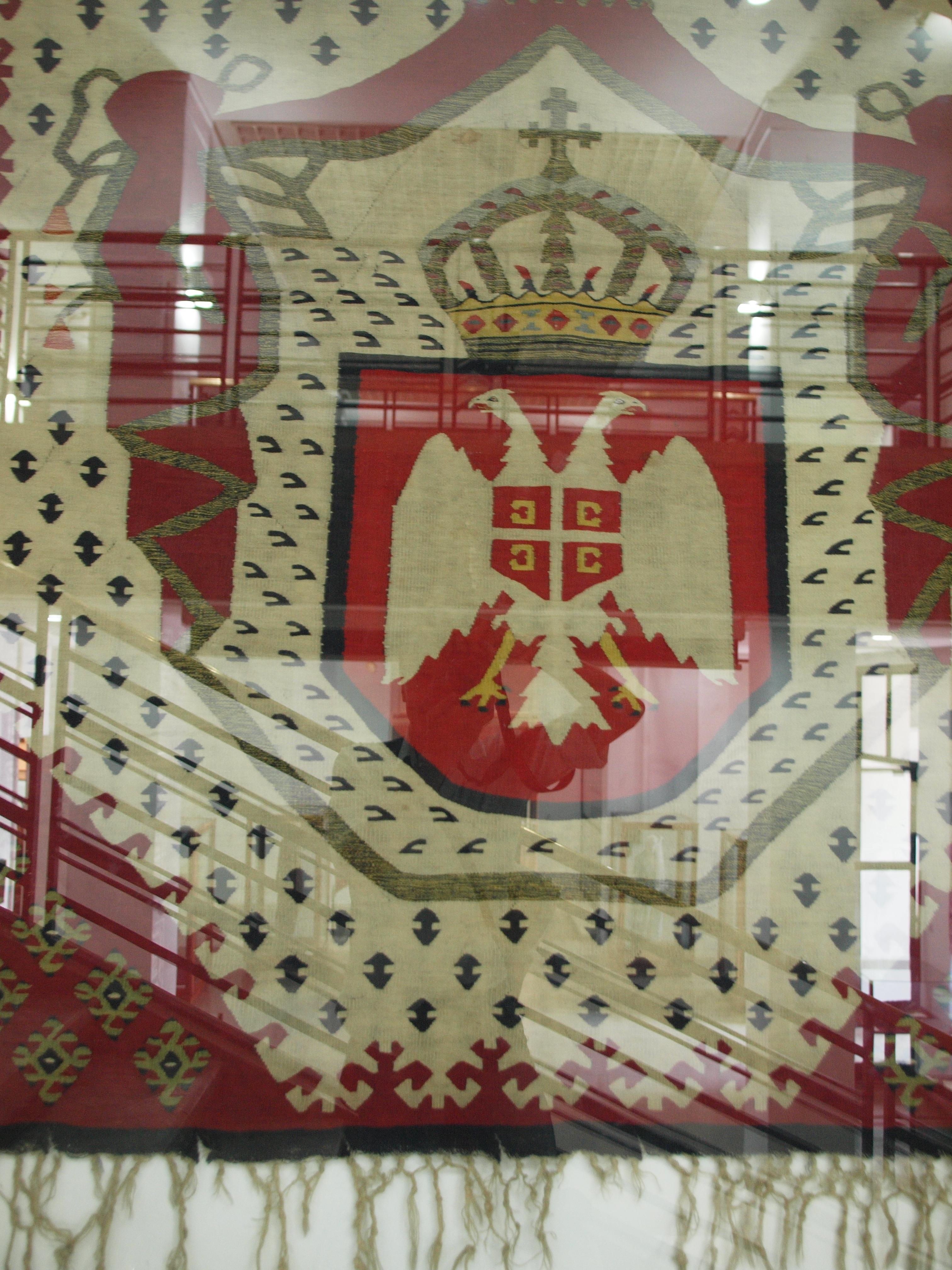
Kelime mit dem Staatswappen wurden zur Staatsrepräsentation bestellt. Ethnographisches Museum Belgrad.

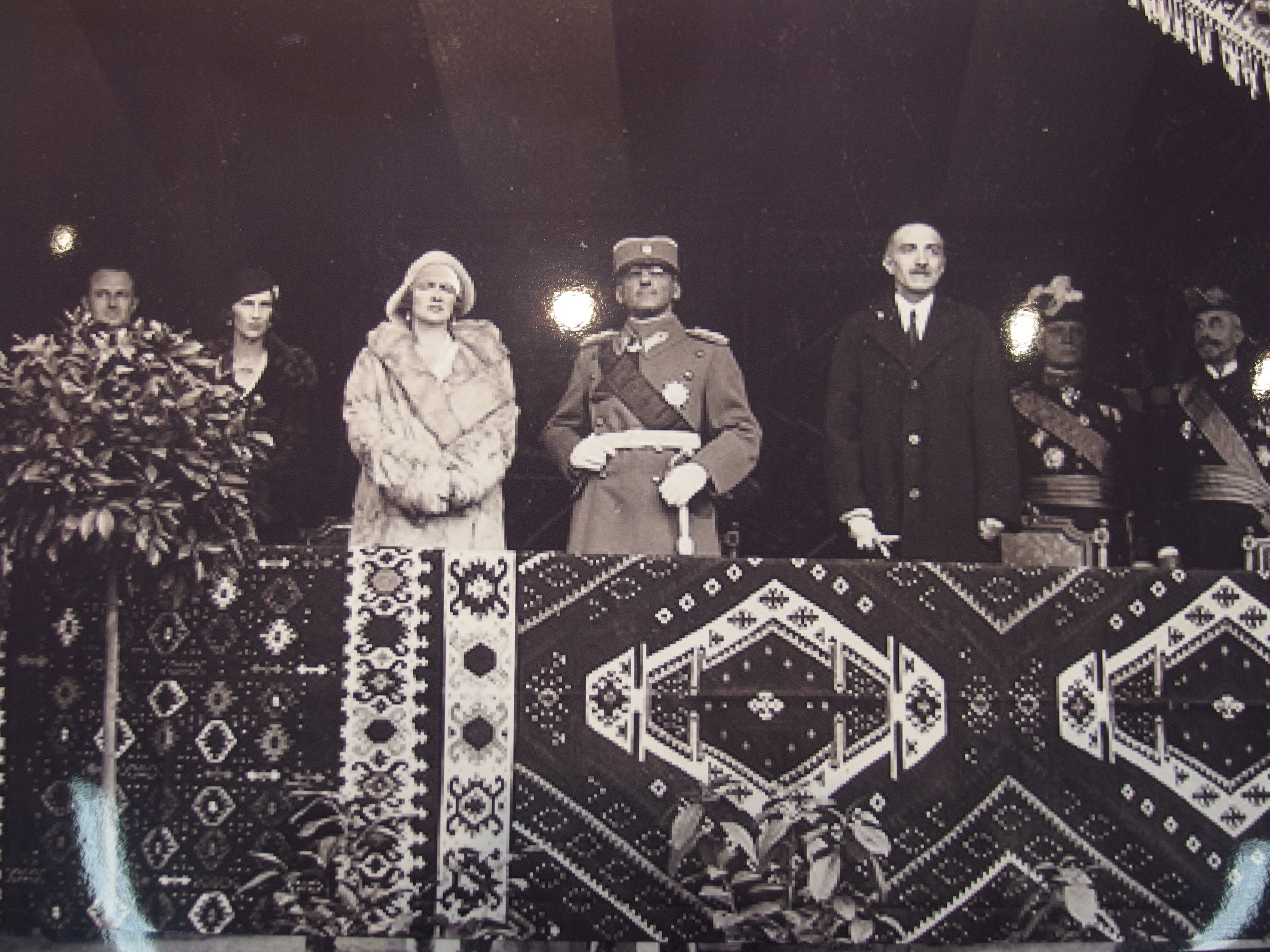
Piroter Kelime (Bombe u pregradama und Rašičeva šara) als Dekor der königlichen Tribüne bei der Einweihung des Denkmals Dank an Frankreich am 11. November 1930

Der allmähliche Niedergang der Piroter Kelimwebereien begann als Folge des Russisch-Türkischen Krieges, den Grenzkorrekturen infolge des Berliner Kongresses und des osmanischen Verlusts von Pirots an das serbische Fürstentum, sowie der Vertreibung vieler moslemischer Familien.
Bis dahin bildete die Piroter Messe einen überregional bedeutenden Markt mit jährlich stattfindendem dreiwöchigen Bazar (Piroter Panayir ab dem 18. August). Mit der Anbindung Pirots an das Eisenbahnsystem Serbiens sowie Bulgariens 1887 emigrierten zudem viele Piroter Handwerker und auch die Hirten verließen die rückständigen Bergregionen, um in die wirtschaftlich aufblühenden Städte zu ziehen.
Trotz der hohen Bedeutung der Leistung der Weberinnen und der Dominanz der Kelimproduktion im Handwerk Pirots waren die Frauen bis zum Ende des Bestehens des Osmanischen Reiches im Vergleich zu ihren männlichen Kollegen der Leder, Metall-, Holz- und Textilverarbeitenden Handwerksberufe nicht in einer osmanischen Gilde (Esnaf) organisiert. Dies wird durch die traditionell untergeordnete Rolle der Frau in der osmanisch-muslimischen Gesellschaft interpretiert. Nachdem durch die politischen Umwälzungen auch ein spürbarer Qualitätseinbruch eintrat, wurde in Pirot 1886 eine erste Kelim Gesellschaft (Ćilimarska zadruga) eingerichtet. Diese nur kurzlebige Gesellschaft bestand bis 1893, 1899 wurde dann die Gewerkschaft der Piroter Kelim Weberinnen (Zadruga pirotskih ćilimarka), die 1902 in Piroter Kelim Gewerkschaft (Pirotska ćilimarska zadruga) umbenannt wurde, gegründet.
Als erste auf die Ausbildung des Nachwuchses ausgerichtete moderne Bildungsstätte im Piroter Kelimhandwerk wurde 1907 eine Kelim Schule (Ćilimarska škola) eröffnet. Bis zum Ersten Weltkrieg waren in deren vier Klassen jeweils 14–20 Schülerinnen in Ausbildung.
1922/23 wiedereröffnet wurde 1934 in der allgemeinen Piroter Frauenhandwerksschule (Pirotska ženska zanatska škola) zusätzlich eine eigene Ausbildungsrichtung im Kelim Handwerk angeboten.
Mit der Definition der Staatsgrenze zwischen Serbien und Bulgarien entwickelten sich in den neuen Nationalstaaten unabhängige Werkstätten. Die bulgarischen Behörden initiierten im benachbarten Caribrod als Konkurrenz zu den Piroter Webereien eigene Kelim Produktionsstätten und erhoben gleichzeitig hohe Zölle auf importierte Ware aus Serbien. Viele Piroter Weberinnen verließen daraufhin Pirot und richteten in Caribrod (heute Dimitrovgrad) ihre Webstühle ein. Als talentierteste Weberin galt Mara Koleva (1860 in Pirot geboren, 1916 in Sofia gestorben), die 1906 aus Caribrod nach Sofia übersiedelte und wo auf ihr Anraten das Institut für Handwerkskunst gegründet wurde. In Caribrod erstarb das Kelim Handwerk letztlich schon zwischen den Weltkriegen, nur in Pirot und Knjaževac auf der serbischen westlichen Seite der Stara Planina und Tschiprowzi, Samokow, Berkowiza und Lom auf der bulgarischen östlichen Seite wurde diese Tradition jedoch weiterhin überdauert.
Ende des 19. Jahrhunderts galt der Piroter Kelim als Statussymbol der wohlhabenden Stadtbevölkerung und wurde insbesondere in der Ausschmückung der monarchischen Residenzen der Obrenović- und Karađorđević-Dynastien verwendet. Die Mode, nationale Folklore und Volkskunst durch Piroter Kelime und volkstümliche Kelim-Ornamentik prominent in Szene zu setzen, ist in der Innendekoration des ehemaligen Wohnhauses und jetzigen Museum des eminenten Naturforschers Jovan Cvijić von 1908, in dem balkanisch-orientalische Textildekoration modernen Jugendstilelementen gegenüberstehen, zu besichtigen. Auch wurde allmählich der westeuropäische Markt für Piroter Kelime erschlossen und Exporte nach Wien und Budapest nebst Paris wurden verzeichnet.
Ein symbolischer Bedeutungszuwachs erwuchs dem Piroter Kelim unter König Aleksandar Obrenović, der 1902 eine Kelim-Gesellschaft initiierte, und Königin Draga Mašin, die sich stark für die Volkstradition einsetzte und Vladislav Titelbah einen Katalog Piroter Kelime anfertigen ließ. Gleichzeitig wurde dieser zur Dekoration der Residenzen eingeführt. Mit der Wiederankunft Peters I. aus seinem Exil in den mit Piroter Kelimen feierlich geschmückten Halle des Belgrader Hauptbahnhof, wurde die formelle, repräsentative Funktion vergleichbar französischer Tapisserie, bei Staatszeremonien deutlich. So fanden auch die Thronreden des serbischen und später jugoslawischen Königs Alexander I. im Haus der Nationalversammlung in einem festlich mit Piroter Kelimen geschmückten Plenarsaal statt. Während der Einweihung der Bronze-Skulptur Dank an Frankreich am 11. November 1930 zum Gedenken an den Waffenstillstand von Compiègne war durch Aushängen von Piroter Kelimen an den Häusern Belgrads, wie der mit Piroter Kelimen feierlich geschmückten königlichen Loge und dem von Kelimen umgürteten Podest des Meštrović-Denkmals diesem eine Staatsinsignien vergleichbare Rolle zugedacht.
Dafür wurden neben traditionell gemusterten Kelimen auch solche mit Symbole monarchischer Tradition und heraldischen Ornamenten wie dem serbischen Wappen, dem Doppelköpfigen Adler oder dem Serbischen Kreuz angefertigt. Ein Kelim-Typ mit Medaillons heißt daher auch heute noch Prestolnaslednik (serb. Thronfolger).
Nach dem Zweiten Weltkrieg wurde diese Staatssymbolik aufgegeben, erst in neuester Zeit wird der Piroter Kelim wieder für Repräsentationszwecke bei Staatsfeierlichkeiten wiedereingesetzt. Seit 2011 ist er fester Bestandteil in Staatszeremonien des serbischen Präsidenten. Als traditionelles Gastgeschenk wird er auch ausländischen Delegationen überreicht.

## Heutige Situation in Serbien

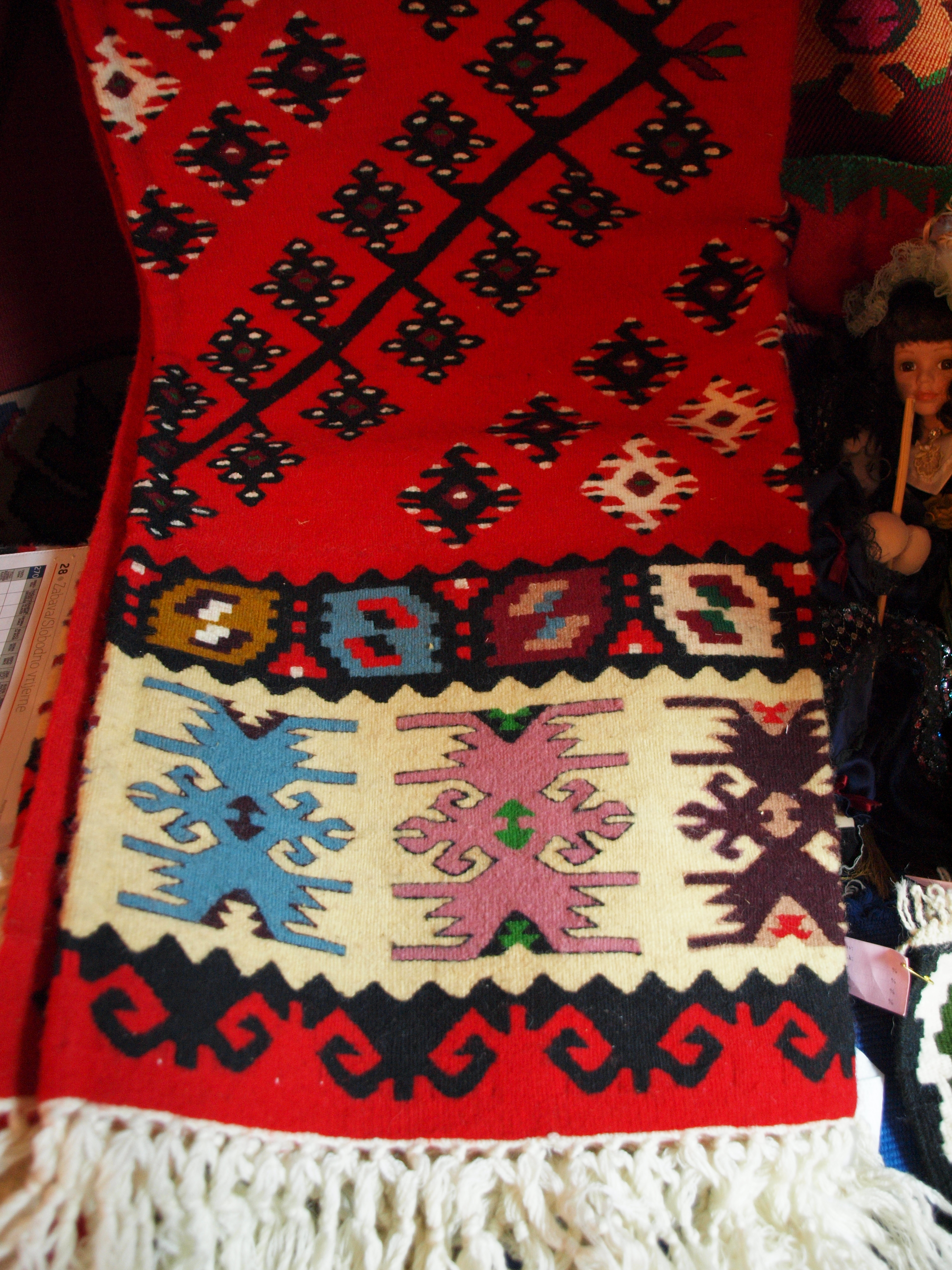
Piroter Kelim vom Typ Venci (Kränze)

Die traditionelle Produktion wurde seit Ende des 19. Jahrhunderts durch die Anwendung von chemischen Färbemitteln, der Modernisierung der Wirtschaftskreisläufe, in der Vermarktung durch Unternehmen und den allgemeinen technischen Veränderungen, insbesondere der Produktionsmittel stark verändert. Die Verdrängung der handwerklichen Produktion durch neue Produktionsformen führten auch zu einer Qualitätsminderung, in der Teile des individuellen Repertoires verloren gingen. Zwar führten die chemischen Farben zu einer größeren Farbpalette, die Wollqualität leidet aber mit deren Einsatz. Blieb die mit Pflanzen- und Naturfarben gefärbte Wolle geschmeidig und weich, so wurde die mit Anilin behandelte grob und fest. In den politischen Umwälzungen aus der Einführung sozialistischer Staatssysteme in Jugoslawien und Bulgarien wurde die handwerkliche Kelim Produktion zudem auch als zweitrangiges Handwerk klassifiziert. In der angestrebten Industrialisierung und technologischen und wirtschaftlichen Modernisierung verschwand die Weberei auch aus dem Bild der tradierten Textilzentren. Im Entstehen moderner Berufsfelder blieb dabei handwerklicher Nachwuchs aus, was zur Marginalisierung weiter beitrug.
Für die Ausbildung zur er Kelim Weberin wurde seit 1995 ein eigener Fachbereich in den technischen Mittelschulen Pirots eingerichtet. Zudem sind die Weberinnen in der Kelim-Handwerksinnung (serb. Zanatska zadruga – Damsko srce) organisiert. Produktionsstätten sind ein staatliches Kollektiv (Piroteks) und ein privates Unternehmen (Limaplast). Die mit der Auflösung Jugoslawiens zusammenhängende wirtschaftliche Dauerkrise des Staates löste auch in der Kelim-Produktion die nachhaltigste, negative Veränderung aus. So sanken die in der Ćilimarska-Zadruga organisierten Weberinnen Pirots von ehemals 500–700 vor 1991, auf heute noch etwa 50.
Piroter Kelime werden heute als eine der typischsten und hochwertigsten regionalen Handwerksprodukte Serbiens international vermarktet. Auf Touristik- und Handwerks-Messen, inländischen und zuletzt auch auf internationalen Ausstellungen in Athen und Peking waren Piroter Kelime regelmäßig präsent. Auf der Expo 2010 war der Piroter Kelim nicht nur Teil der Exponate im serbischen Pavillon, er dominierte zudem in Farbe und Ornamentik den Pavillon selbst. Als Anerkennung der handwerklichen Qualität wurde eine Kelim von Typ Gugutče na direci auf dem Jugra 2012 Handwerks-Festival im russischen Chanty-Mansijsk als Messe-Sieger ausgezeichnet.
Mit der Unterstützung von USAID wurde inzwischen ein Programm zur Rehabilitation und Erhalt der Kelim Produktion in Pirot initiiert.
Der Piroter Kelim wurde am 18. Juni 2012 auf die nationale UNESCO-Liste des immateriellen Kulturerbes Serbiens gesetzt.

## Materialien und Herstellung

### Wolle
Der Piroter Kelim wird aus der vor Ort gesponnenen Schafwolle gewirkt.
Die verwendete Wolle autochthoner Zackel-Schaftypen der Stara Planina, insbesondere den weißen Piroter- (Pirotska pramenka) und dunklen Karakatschaner Schafen (Karakatschanska ovca) ist grob, mit langen, elastischen Fasern von 30 bis 40 μm Durchmesser. Jedoch existierten 2009 nur noch etwa 500 bis 1000 Exemplare Piroter-, wie 100 Karakatschaner Schafe. Dem Erhalt der traditionellen autochthonen Schafzucht gilt auch ein verstärktes Augenmerk, da sie Basis der Kelim-Produktion der Stara Planina ist. Nach dem Ersten Weltkrieg wurde noch durch die Einführung von Merinoschafen ein industrieller Aufbau der Teppichproduktion versucht.
Die Schafzucht der Stara Planina geht dabei ursprünglich auf die Bedürfnisse der Käseproduktion zurück, von denen der dort hergestellte Käse als Kaschkawal (Kačkavlj) Anfang des 19. Jahrhunderts von nomadischen Karakatschanen in der Stara Planina eingeführt wurde. Neben der Wolle für die Kelim-Webereien war der Hartkäse wichtigstes Handelsgut in den Wirtschaftsbeziehungen Pirots im Osmanischen Reich.

### Färbemittel

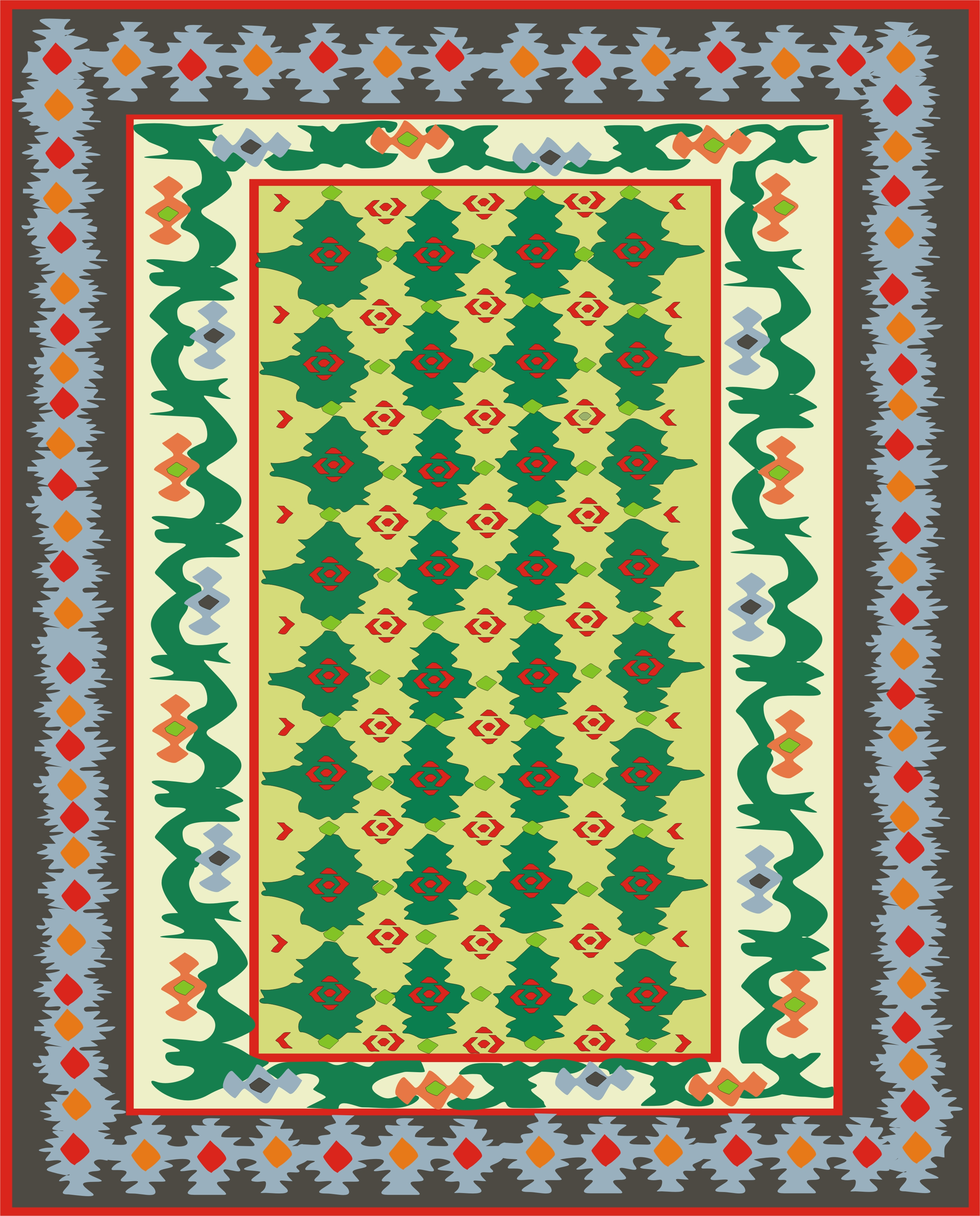
Motiv Bosanska šara mit vorherrschenden Grün und Blautönen

Ehemnals wurden nur Naturfärbemittel für die Wollfärbung genutzt. Da die Mittel zur Wollfärbung eine hohe Qualität und Echtheit besitzen mussten, entwickelte sich parallel zur Teppichweberei Pirots auch das Färberhandwerk. Als bojađiluk bezeichnet, hatten die Piroter Wollfärber aufgrund der spezifischen Anforderungen an die kräftigen und auffallend leuchtenden Farben der Kelime auch einen besonderen Ruf. Die Färberezepte waren daher auch oft als Firmengeheimnisse nur innerhalb der Werkstätten bekannt. Nach der Befreiung Pirots 1877 existierten in Pirot noch 22 Wollfärbereien mit 20 bis 25 Färbermeistern. Eine in einem Esnaf zusammengeschlossene Gilde der sogenannten bojađije mit 20 Mitgliedern bestand in Pirot seit 1883. 1890 waren hier immer noch 20 und 1900 19 Färbermeister organisiert.
In einer Färberwerkstatt befanden sich zur Wollfärbung verschiedene hölzerne Fässer sowie kupferne Kessel mit unterschiedlichen Färbungen. Grundsubstanz war eine maja genannte rötliche Flüssigkeit. Diese verblieb auch nach der Färbung in den Kupferkesseln. Die Aleva genannte rote Farbe und gelbe Farbe wurden in Kupferkesseln, die weiteren Farben in Holz-Fässern gemischt.
Der Piroter Gymnasial-Direktor Mita Živković listete folgende Grundfarben auf: aleva (Zinnober), modru (Indigo), otvoreno- und zatvoreno plavo (Himmelblau und Ultramarin), plavozelenu (Blaugrün), crnozelenu (Schwarzgrün), djuvez (Bordeaux), kaveredniju (Kaffebraun), zutu (Gelb), visnjerendiju (Siena oder Kirschfarben) und crnu (Schwarz).
Unter der Vielzahl von Färberpflanzen und Farbsubstanzen wurden neben dem Färberkrapp – Rubia tinctoria – zur Gewinnung roter Farbtöne, der Färberkroton – Chozophora tinctoria – zur Gewinnung des blauvioletten Farbstoffes Tournesol, der mit Pottasche, Karbonaten oder Urin stabilisiert wurde, noch unter anderen Walnussschalen, Zwiebelschalen, und Lindenblätter, sowie eine aus der Cochenilleschildlaus gewonnene Insektenfarbe, deren rotes Karmin noch im 19. Jahrhundert in der Färberei vorherrschte, verwendet. Später wurde noch zusätzlich Indigo eingeführt.
Heute basiert die rote Grundfärbung moderner Piroter Kelime auf Anilinfarben.

### Gewebestruktur
Die Feinheit eines Piroter Kelims wird von der Dicke der Kettfäden und der Dichte ihrer Folge bestimmt und gleichzeitig von der Feinheit der Schüsse und der Dichte des Anschlages. Die Senneh Kelime aus Nordwestpersien, die zu den feinsten gehören, die überhaupt hergestellt werden können, haben bis zu 110 Kettfäden auf 10 cm (bis 11 Kettfäden auf 1 cm). Die Piroter Kelime erreichen zwischen 70 und 90 Kettfäden auf 10 cm (= 7–9 Kettfäden auf 1 cm). Damit fallen sie deutlich feiner aus als viele anatolische Kelime, die teils nur 30 Kettfäden auf 10 cm aufweisen (3 Kettfäden auf 1 cm).

### Webtechnik

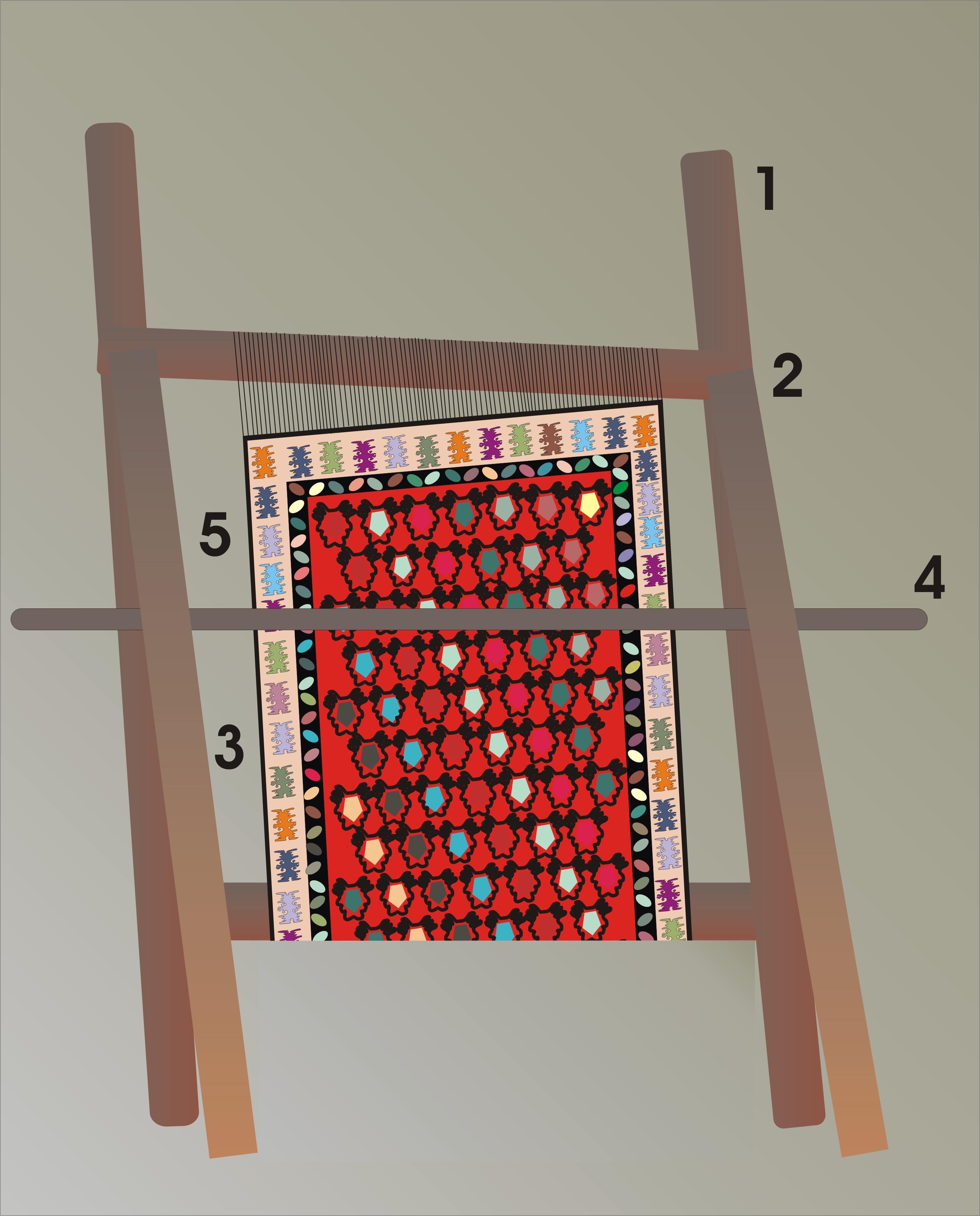
Piroter Webstuhl

Die anfänglich handwerklich nur einfachen, für den Hausgebrauch gewebten Kelims des 16. Jahrhunderts wurden im 17. und 18. Jahrhundert durch die Einführung sogenannter Piroter Webstühle in ihrer Qualität erheblich verbessert.
Diese einfache Vorrichtung besteht aus einem vertikalen Webstuhl, der sanft gegen eine Wand geneigt wird. Zwei vertikale Hölzer (soje genannt) sowie zwei horizontale Hölzer (krosna) bildeten das Grundgerüst. Integraler Part des Webstuhls ist auch ein hölzerner Stock (obnitelnik) auf Brusthöhe der Weberin. Der Webstuhl besteht auch aus zwei hölzernen Teilen in Länge der soja, einer Rückführung genannt povratilo und einer Barriere, zaponka, einer Separierung der Wollfäden genannt zav und einiger hölzerner Teile, um die Webketten festzukeilen. Weitere Teile der Kelim-Manufaktur bilden Stoßteile, tupica, für die Gewebekompression, sowie ein Korb mit Spulen und ein Sitzkissen.
Nachdem ein Kelim zu Ende gewebt wurde, wird er auf den Boden gelegt und mit einer kleinen feuchten Bürste behandelt.
Da jeder Kelim auf der Vor- und Rückseite gleichartig ist, geben die Weberinnen für die Dauerhaftigkeit eines Kelims die ironische Angabe, dass jede Seite 100 Jahre genutzt werden kann, an.

## Komposition

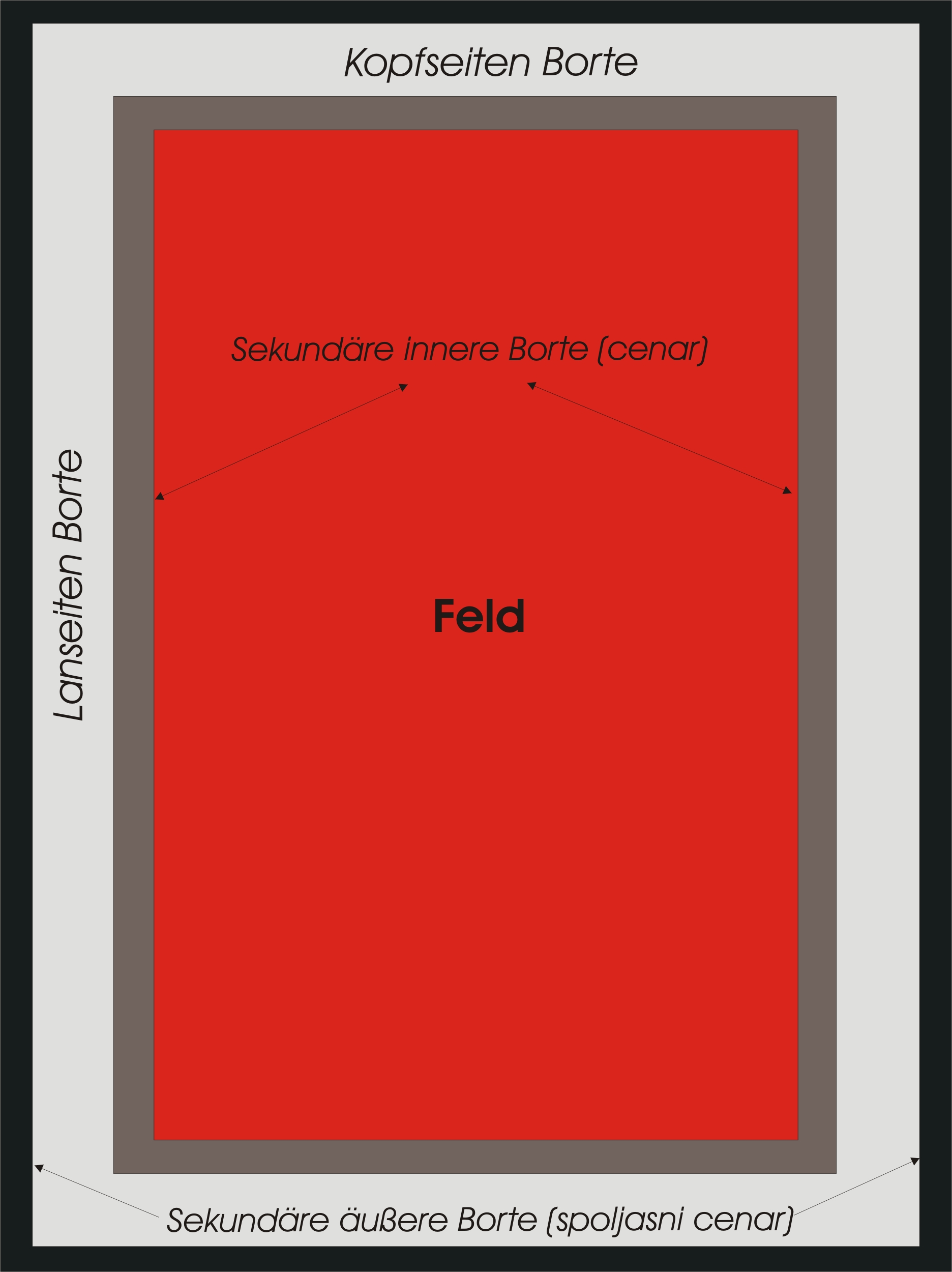
Schema im Aufbau eines Kelims: äußere und innere Ränder unterteilen den Kelim in einzelne Flächen, das Muster im zentralen Feld bestimmt den Kelim-Typ

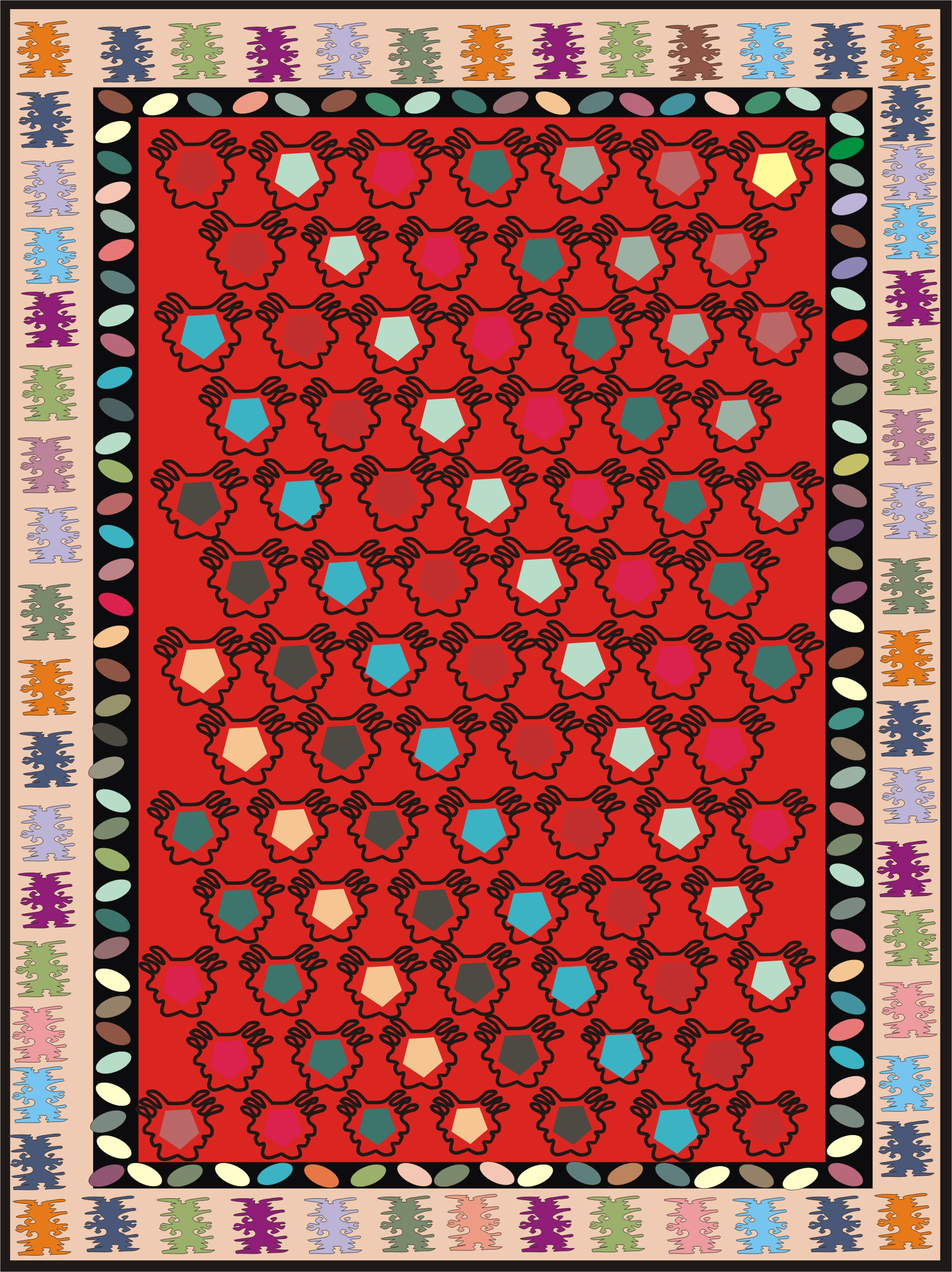
Schema im Motiv Razbacani đulovi. In den Borten das Ornament Rašićeva ploča

Bis zu Anfang des 20. Jahrhunderts wurden die Kelime Pirots im ausschließlichen Maß des Aršin (0,68 m) gemessen. Heute werden sowohl Aršin als auf das Metermaß verwendet. Die größten Kelime sind die sogenannten Batal der Größe 4 × 3,5 m oder 6 × 5 Aršin, die als Teppiche in Häusern, Moscheen oder Kirchen Verwendung finden. Als Gebetsteppich im Maß 1,5 × 1 m war der Sečade gebräuchlich. Dieser wurde dann auch von Christen als Sitzgelegenheit in der Feldarbeit, oder gerne auch als Reisedecke genutzt. Zudem war er in der Funktion als Wanddekoration oder Hintergrund für Bilder beliebt. Der Šestak 200 × 140 cm oder 3 × 2 Aršin wurde als Möbelüberzug, insbesondere der Schlafstatt, oder für die Wanddekoration eingesetzt. Der Smetenik 2,7 × 2 m ist ein Teppich für kleinere Räume. Ein quadratisches Maß besitzt der Čaršav mit 2 × 2 Aršin der als Tischdecke genutzt wird.
Für die älteste Phase der Piroter Kelime war die Komposition einer über das ganze Feld verteilten Ornamentik charakteristisch. Im 18. Jahrhundert bildete sich die zweite Gruppe der Piroter Kelime aus, in der von außen nach innen die äußere sekundäre Borte (spoljašni ćenar) die obere Schmalseitenborte und Langseitenborte sowie ein zentrales Feld einfasste und die Komposition damit in einzelne Feldgruppen unterteilte. Komplexere Piroter Kelime haben auch bis zu drei innere ćenare. Dabei sind diese inneren sekundären Borten oft wesentlich breiter und auffällig ornamentiert. Umso zahlreicher die inneren ćenare, umso schöner und auffälliger wirkt auch der gesamte Kelim. Im Feld ist die zentrale und größte Fläche des Kelim durch die hauptsächlichen Ornamente und zahlreichen kleineren Muster zumeist im Typ der Rosen, Baum des Lebens, und anderer Motive geprägt. Dabei der Reichtum an Mustern im Ornament des Baum des Lebens unter den Kelimen einzigartig.

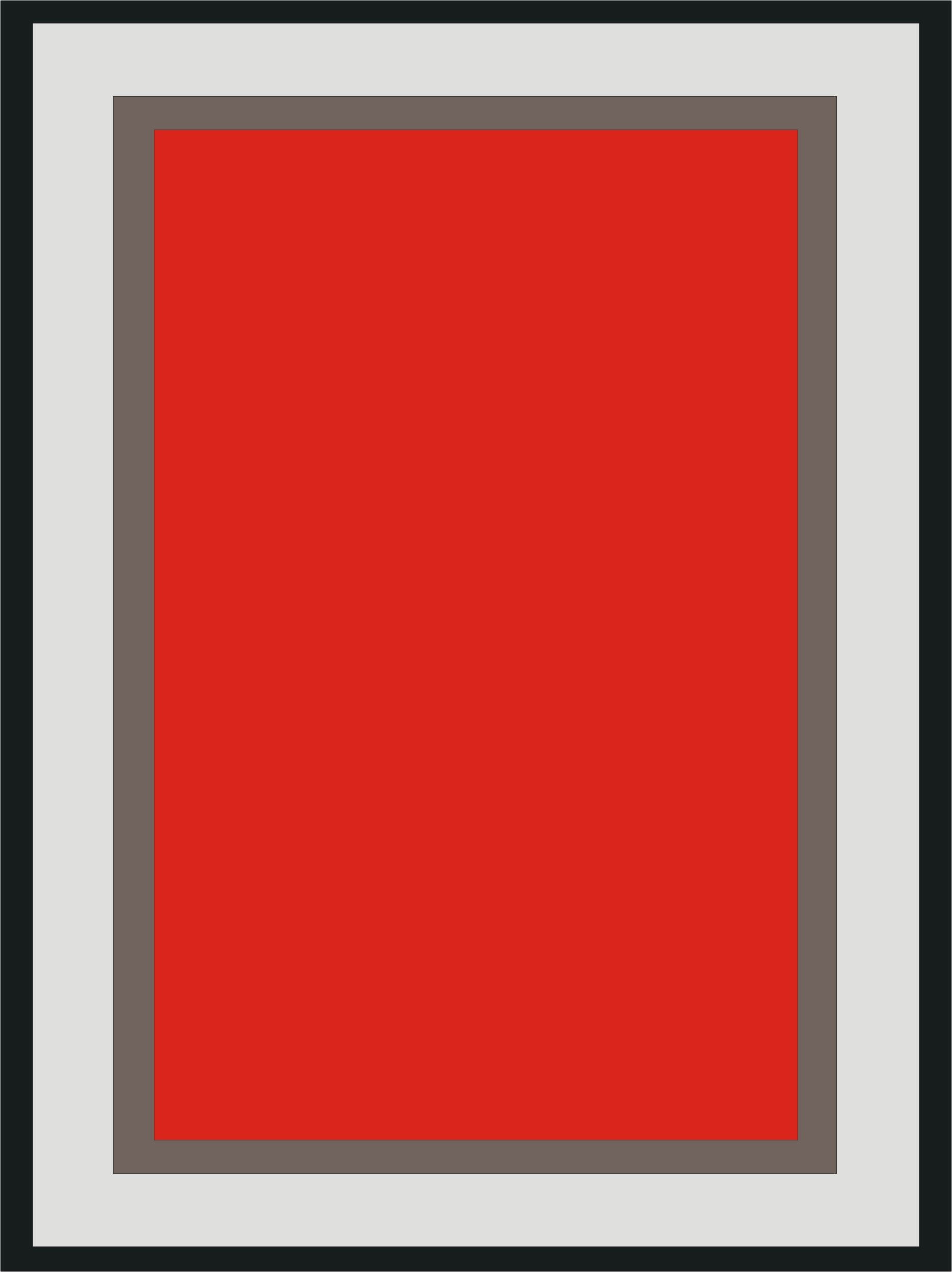
eine sekundäre Borte
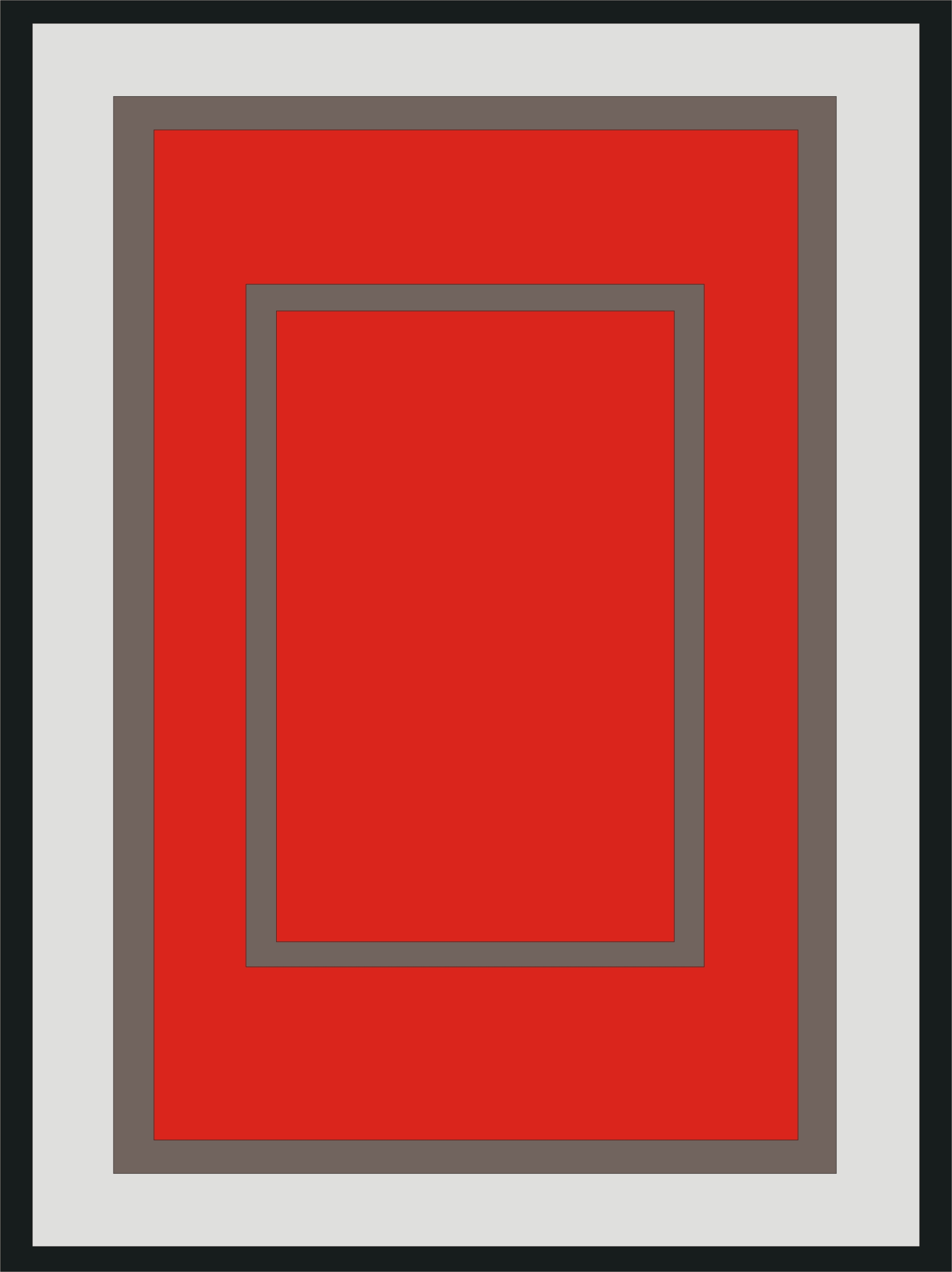
zwei sekundäre Borten
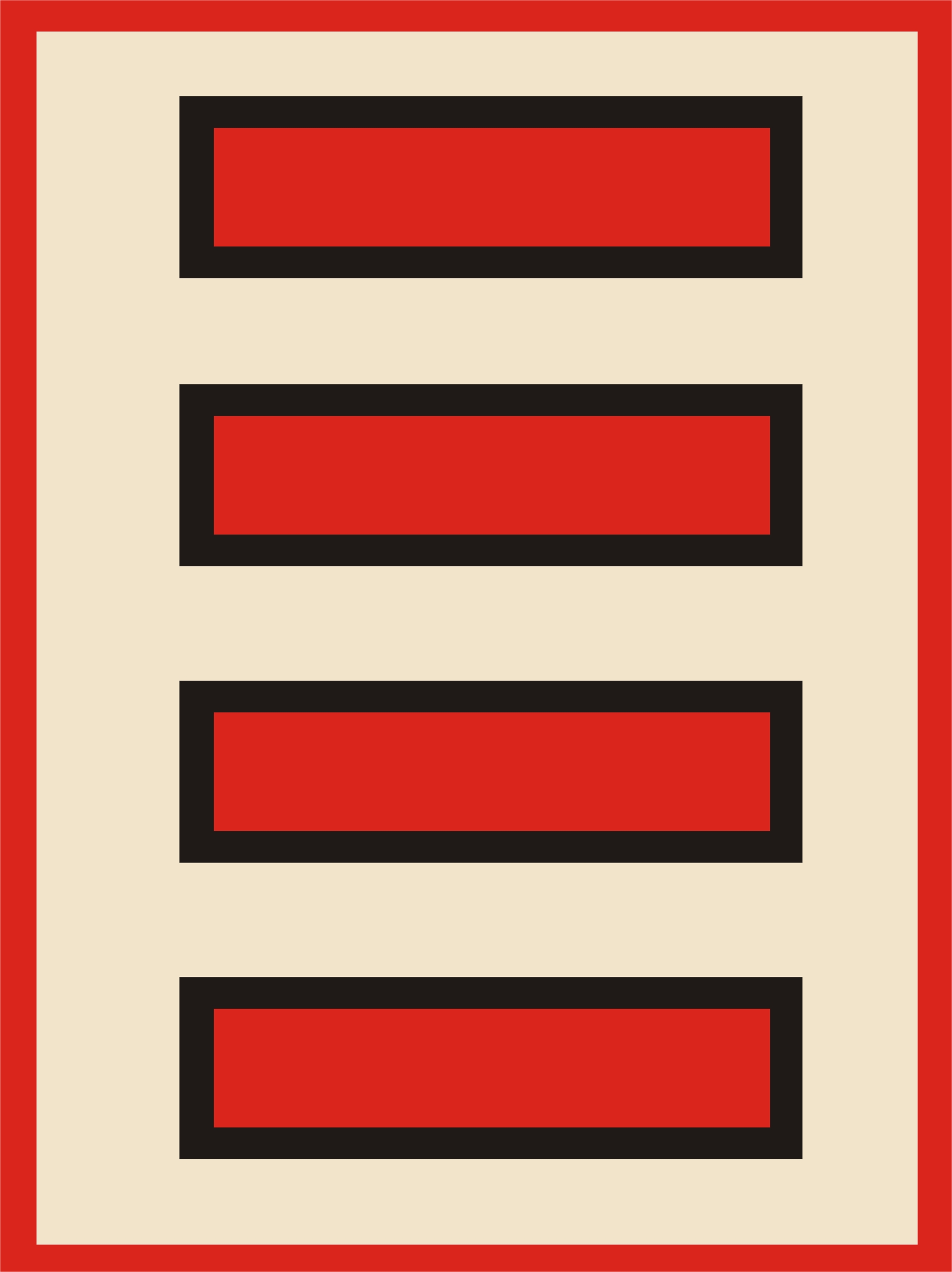
Motiv Prestolnaslednik
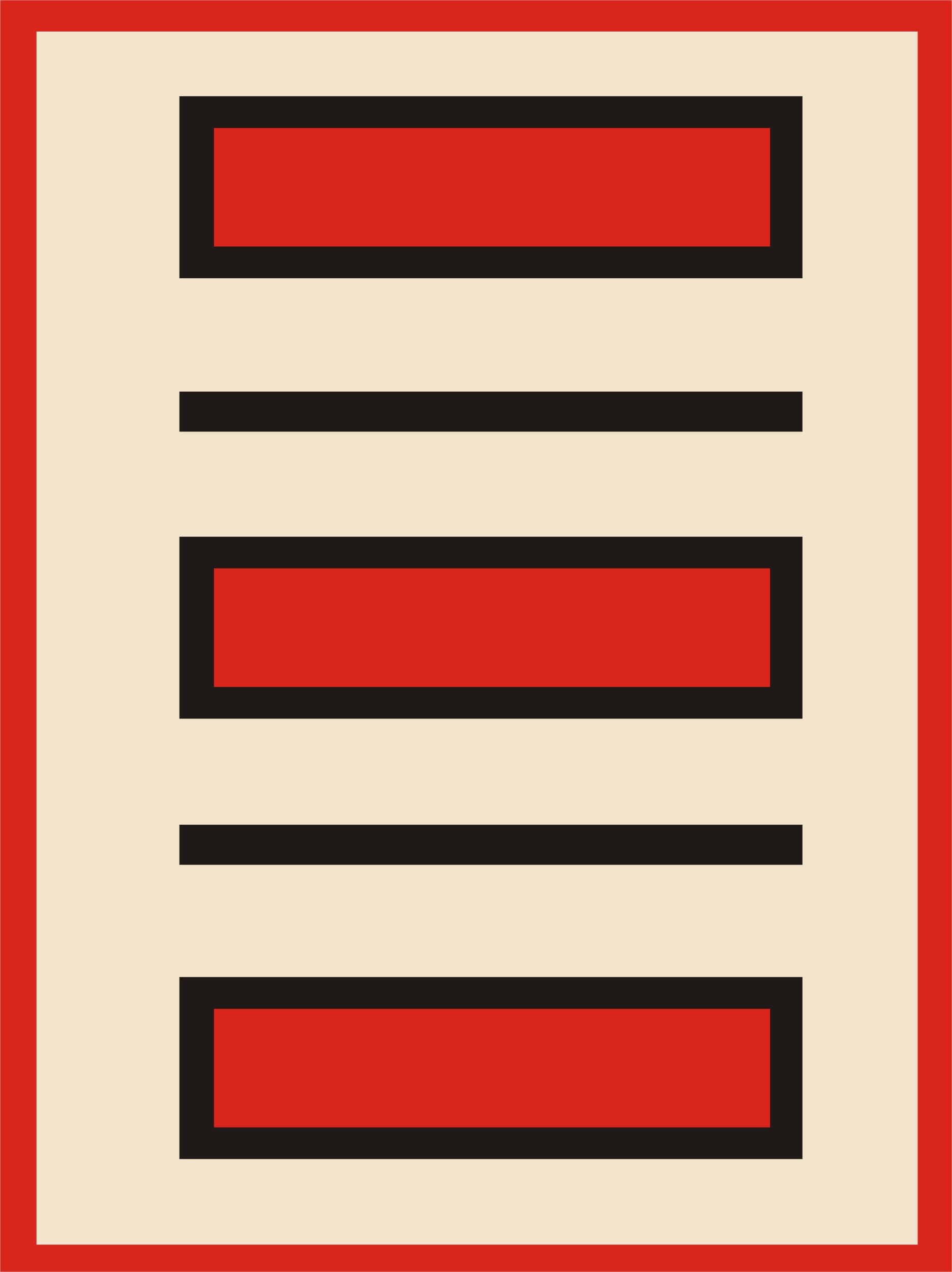
Motiv Kuveri
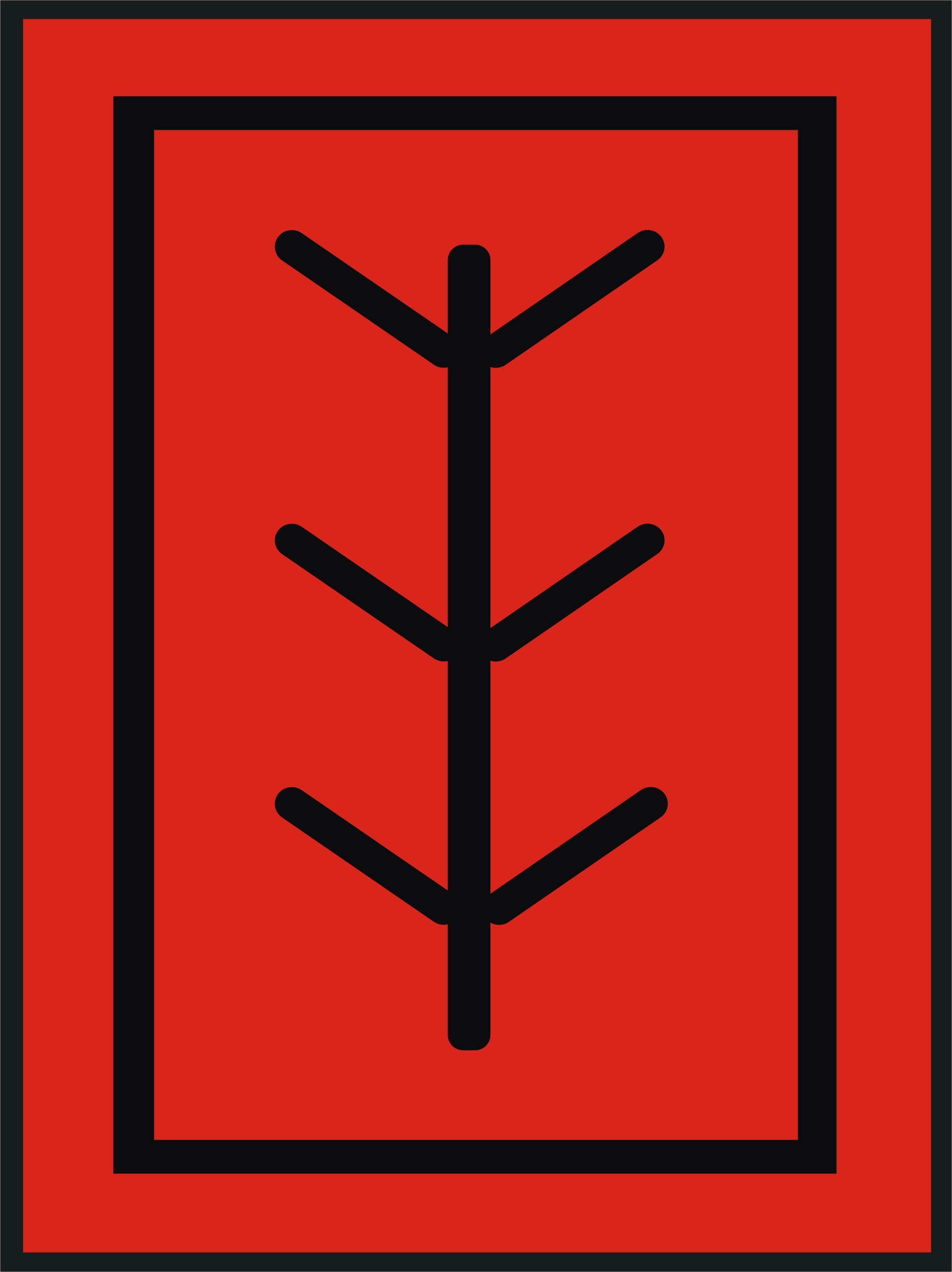
Motiv Baum des Lebens
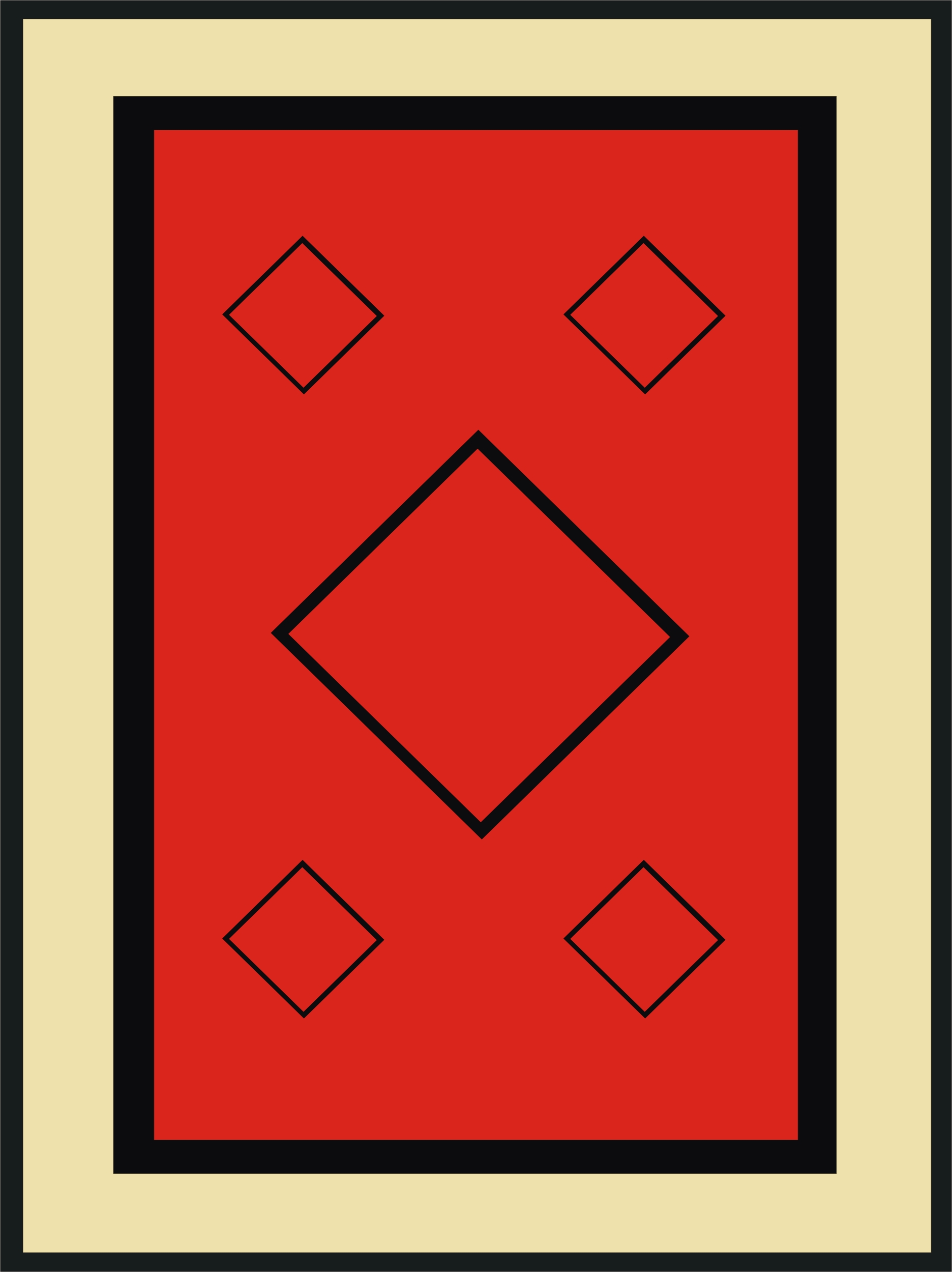
Motiv Venci

### Design
Piroter Kelime sind symmetrisch im Aussehen, weich und sehr dicht gewebt. Die verwendete Wolle ist sehr fein. Er wird von einem äußeren Rand, 3–5 cm breit, eingefasst. Gerade an seiner Außenseite und gezähnt an der Inneren; immer einfarbig und ohne Musterung; nach innen folgt ein Feld 10–60 cm breit, meistens weiß oder gelblich gefärbt, das das Feld einrahmt; das zentrale innere Feld (gleichzeitig größte Fläche im Kelim) ist in der Regel sein auffallendster, schönster Bereich. Der Kelim-Typ wird nach dem Namen der Muster im Feld benannt; ein Rand (innerer ćenar genannt) umrahmt das Feld und ist von gezähnten Ornamenten oder Haken umsäumt. Größere Kelims haben sogar bis zu drei innere Ränder.

### Farbe
Die Grundfarbe der Piroter Kelims ist meistens ein kräftiges Rot, jedoch kommt auch Weiß, seltener Grün vor. Die Ornamente sind meist in Schwarz oder kräftigen Rot und Blau ausgeführt, oft werden auch abwechselnden Braun- und Grüntöne genutzt.

### Motive

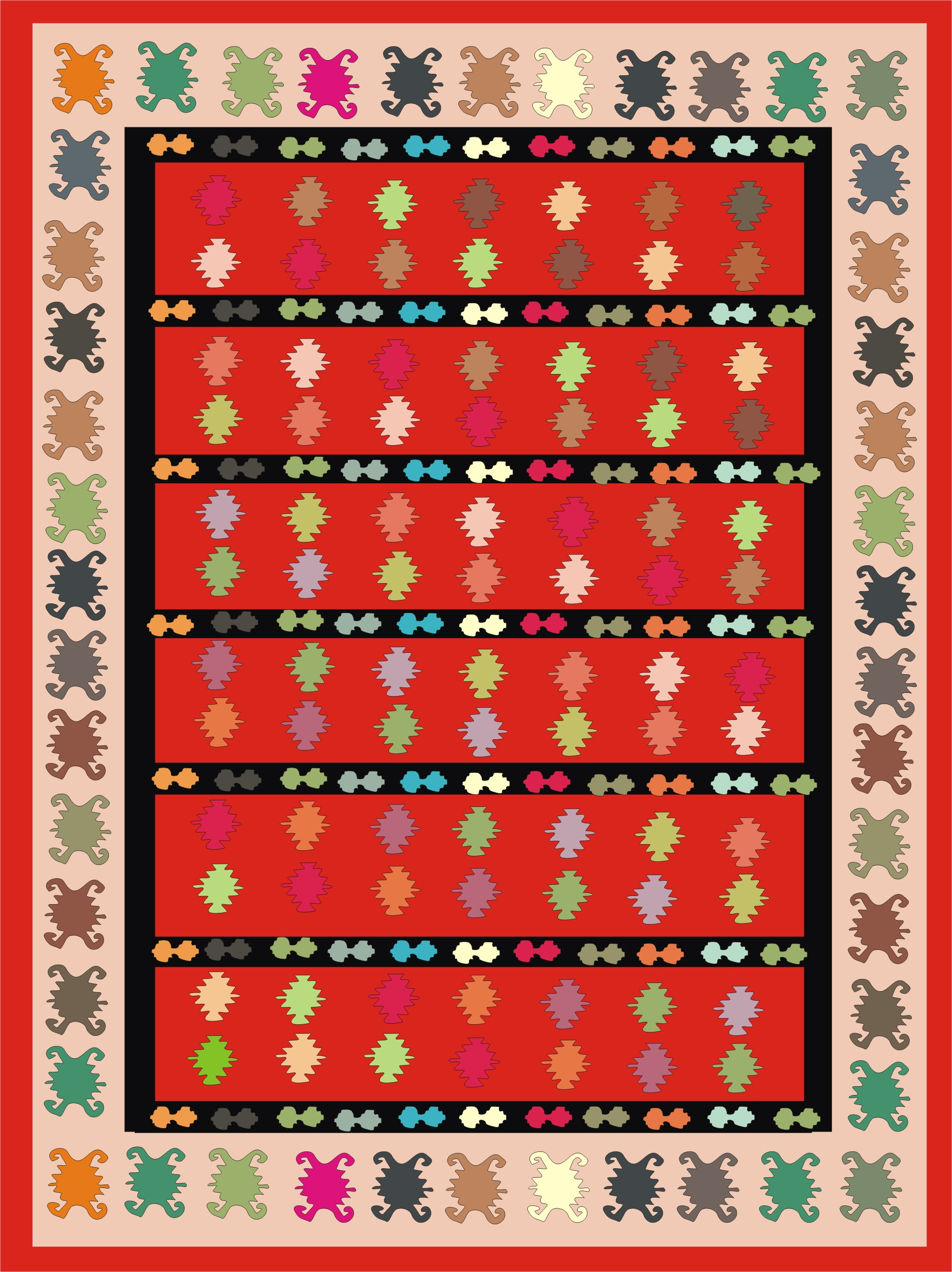
Schema im Motiv Bombe u pregradama. Die Borten mit dem Ornament kornjača

Bestimmte, sich wiederholende Motive, Muster und Ornamente sind ein Hauptmerkmal jedes Piroter Kelims. Neben vegetativen und tierischen Motiven sind auch stilisierte oder abstrakte Ornamente häufig, die oft an frühe Raster-Computergrafiken erinnern. Zu den vegetativen und tierischen Motiven gehören unter anderen Turteltauben, Schildkröten, Rosen, Tulpen, Vögel. Verschiedene Kelime sind darüber hinaus auch durch eine stärker individuelle Motivwahl mit großformatigen realistischen Szenen gefertigt. Dazu gehören großformatige florale Ornamente, die das ganze Feld einnehmen können oder sogar menschliche Darstellungen.

#### Feldmotive

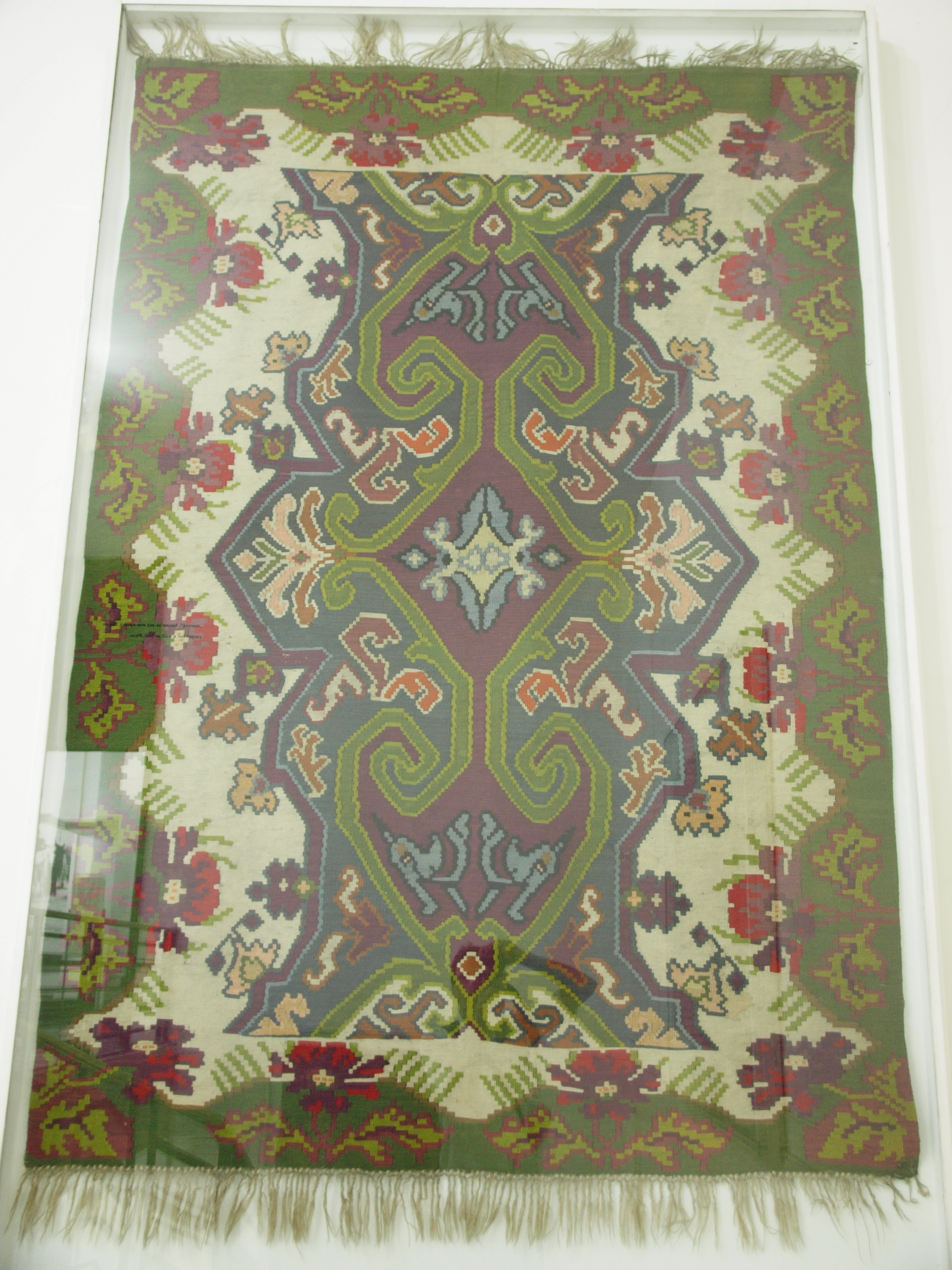
Feldmotiv Damsko srce, Ethnographisches Museum Belgrad

Piroter Kelime werden nach den Motiven im Feld klassifiziert.
Hierzu zählen:
- Bombe – Bomben (rote Grundfarbe, in Reihen angeordnete symmetrische, jedoch in abwechselnden Farben angeordnete kreisförmige Ornamente)
- Bosanska šara – Bosnisches Muster (grüne Grundfarbe, geometrische und symmetrisch in Reihen angeordnete gleichfarbige Ornamente)
- Damsko srce – Herz der Frau (Dominantes zentrales florales Element mit stilisierten Kreuz)
- Đulovi – Rosen
- Gugutke na direci – Turteltauben auf einem Pfosten
- Prestolnaslednik – Thronfolger (Jeweils zwei verschiedenfarbige heraldische Kreuzsymbole in einem Medaillon)
- Rasbacani đulovi – Verstreute Bouquets (Blühende Rosen und verstreute Zweige)
- Srpska kruna – Serbische Krone (Mittelfeld mit heraldischem Kronen-Symbol und weißem doppelköpfigen Adler)
- Venci – Kränze (aus dem Baum des Lebens abgeleitete Form mit roter Grundfarbe)
- Venci sa vraškim kolenima – Kränze mit des Teufels Knien
- Zoričeva šara – Zorićs Muster (Zentraler Tisch mit Haken)

#### Ornamente und Randmotive

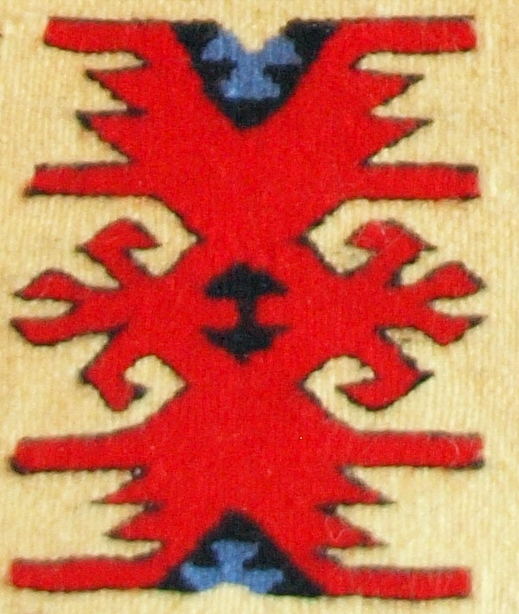
Ornament Rašićeva ploča

Die Ornamente der Borten oder ćenare eines Piroter Kelims sind immer geometrisch und in verschiedenen Farben und Größen ausgeführt. Piroter- und Tschiprowzier Kelime teilen die gleichen Ornamenttypen. Charakteristisch sind:
- soveljka -
- vraško koleno - des Teufels Knie
- sofra
- tiče - Vögelchen
- stolica - Stuhl
- plamenovi - Feuerzungen
- oktapod - Oktopod
- gugutke - Turteltäubchen
- kuke - Häkchen
- litije (ripide) - die Prozession
- bibice
- amajdike - Amulette
- anadolska ploča - die große anatolische Bordüre
- ogledalo - der Spiegel
- Rašićeva ploča - Rašićs Bordüre
- kornjača - Schildkröte
- kaca - Fass
- čendjeli - Ketten
- nizamčići - die kleinen Soldaten
- devet kubeta - die neun Kuppeln
- lale - Tulpen
- nemačke kutije - Deutsche Schachteln
- čuriljnak (varjača) - Rührlöffel
- bedemčići - Mandeln

Daneben: Pirotschanke (Piročanka), Serbischer Haken, Makaze u. a.

### Symbolik

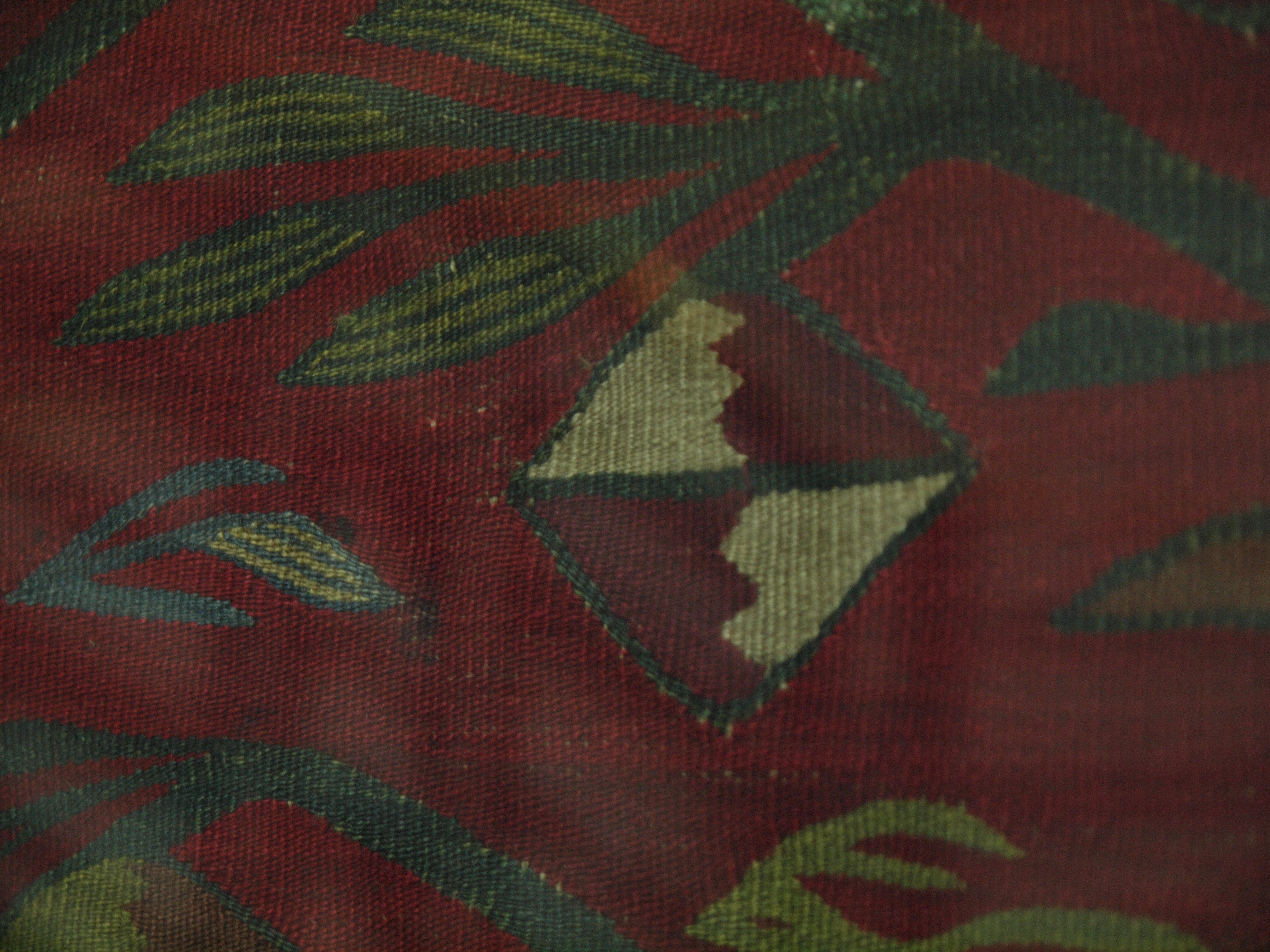
Ornament nemačka kutija (Deutsche Schachtel)

Zwar sind die Ornamente der Piroter Kelime oftmals schon Jahrhunderte alt, es besteht jedoch keine Einigkeit, welche autochthon sind und welche übernommen wurden. Bei vielen wird einfach durch die Namensherkunft deren Ursprung abgeleitet, bei anderen ist dies durch eine Wandlung in der Bezeichnung und deren Bedeutung jedoch nicht mehr eindeutig zu klären. Zu den Ornamenten mit zahlreicher symbolischer Metaphorik gehören: ogledalo (Spiegel), gugutke (Turteltauben), đulovi (Rosenblüten), diplome, kornjače (Schildkröten), čenđeli, mirab (Mihrab), persijska kruna (Persische Krone), bardak, sofra, nemačka kutija (Deutsche Schachtel), ruski spomenik (Russisches Denkmal), francuske bombone (Französische Bonbons), oktopod, kandilo (Leuchter), tiče, plamenovi (Feuerzungen) und andere.
Jedes Ornament im Muster eines Piroter Kelims trägt eine tradierte Symbolik, die sich im Laufe der Zeit bei den Balkan-Slawen weiter gewandelt hat. Das Ornament „đulovi“ wird vom alten dichterischen Ausdruck für Rosen – „đul“ – abgeleitet, der metaphorisch für die Schönheit einer Frau steht. Antipodisch zum đulovi-Typ stehen die Ornamente mit der Bezeichnung „bombe“. Deren Namens-Konvention hat sich nach den Befreiungs- und Balkankriegen etabliert. Als Konnotation wird hier Stärke und Kraft betont. Das Ornament „vraška kolena“ (dt. des Teufels Knie) soll den Besitzer nach der Volkstradition vor dem Teufel bewahren, der, bevor er ins Haus eintritt, sich die Knie brechen soll. Im Typ „Venci“ werden Hochzeitskränze mit Blüten abgebildet, die symbolisch eine Ehe einleiten und begleiten.

### Varianten
Für die engere Gruppe der Piroter Kelime aus den Webzentren der Stara Planina ist eine enge stilistische Verwandtschaft unausgesprochen. Aus der regionalen Verbindung bilden die Kelime von Pirot, Tschiprowzi und Samokow daher auch eine historische Einheit, die ihren künstlerischen Höhepunkt mit dem größten inventiven- und individuellen Ausdrücken als echte Kunstform im 19. Jh., jedoch vor 1877 erreichten. Danach stagnierte deren künstlerische Ausdrucksmöglichkeit, die primär durch die Grenzverschiebungen bedingt war.
In Nuancen der Ornamentik und Farbgebung unterscheiden sich die in den jeweiligen Kelim-Webereien der Stara Planina hergestellten Piroter Kelime teilweise. Im Kelim aus Tschiprowzi treten Stilmerkmale auf, die in Pirot und Samokow nicht beobachtet werden. Dabei handelt es sich um bestimmte Ornamente, die sich auf die konzentrischen gezahnten Rhomben und Dreiecke beziehen, sowie das Kolorit, das nur in Tschiprowzi auch in pastellartige braun-blaue Farbkombinationen ausgeprägt ist. Für die Kelime in Samokow und Pirot sind dagegen kräftige und dunkle Farbtöne obligat.
Die Piroter Kelime haben die Arbeit der weiteren Kelim-Webzentren in Bosnien (Bosanski ćilim), Serbien, dem Sandschak und Teilen Albaniens unmittelbar geprägt und dienten oft als deren Vorlage.

## Sammlungen
Kelime sind als kunsthistorische Elemente der Volkskultur und -kunst Sammlungsgegenstände größerer Museen. Historische Piroter Kelime, deren älteste ins Ende des 18. Jahrhunderts datieren, werden in den Museen für Ethnographie sowie für Angewandte Kunst in Belgrad, sowie im Museum Ponišavlja in Pirot gezeigt.
Verschiedene, speziell auf Bestellung bedeutender Klöster gefertigte Piroter Kelime finden sich im Rila- und Hilandar-Kloster. Die während eines Großbrandes im Athos-Kloster Hilandar verbrannten 200 Piroter Kelims werden mittlerweile ersetzt.
2010 organisierte das Belgrader Museum für Angewandte Kunst eine vielbeachtete Ausstellung historischer Kelime unter dem Titel Art in Life – Serbian Rugs in 19th-20th Centuries in Beijing.